# Пушкін Олександр Сергійович
Олекса́ндр Сергі́йович Пу́шкін (рос. Алекса́ндр Серге́евич Пу́шкин; 26 травня (6 червня) 1799, Москва, Російська імперія — 29 січня (10 лютого) 1837, Санкт-Петербург, Російська імперія) — російський поет, драматург і прозаїк, доби романтизму, критик і теоретик літератури, історик, публіцист; один з найавторитетніших літературних діячів першої третини XIX століття в Росії.
Ще за життя Пушкіна склалася його репутація найбільшого національного російського поета. Пушкіна вважають основоположником сучасної російської літературної мови.

## Біографія

### Походження

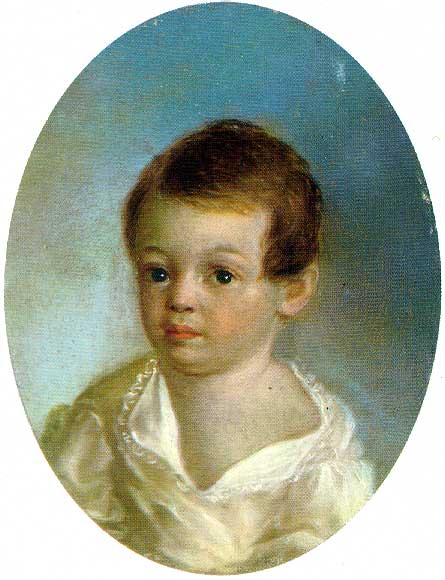
Пушкін-дитина (Ксав'є де Местр, 1800—1802)

Походження Пушкіна йде від розгалуженого нетитулованого дворянського роду Пушкіних, який бере початок за генеалогічною легендою від «чоловіка чесного» (рос. «мужа честного») Ратши. Пушкін неодноразово писав про свій родовід у віршах і прозі; він бачив у своїх предках зразок справжньої «аристократії», стародавнього роду, що чесно служив вітчизні, але не здобув прихильності правителів і «гнаного». Не раз він звертався (зокрема в художній формі) і до образу свого прадіда по матері — африканця Абрама Петровича Ганнібала, який став слугою і вихованцем Петра I, а потім військовим інженером і генералом.
Дід по батькові Лев Олександрович — артилерії полковник, гвардії капітан. Батько — Сергій Львович Пушкін (1767—1848), світський дотепник та поет-аматор. Мати Пушкіна — Надія Осипівна (1775—1836), внучка Ганнібала. Дядько по батькові, Василь Львович (1766—1830), був відомим поетом з кола Карамзіна. З дітей Сергія Львовича та Надії Осипівни, крім Олександра, вижили донька Ольга (в шлюбі Павлищева, 1797—1868) і син Лев (1805—1852).

### Дитинство

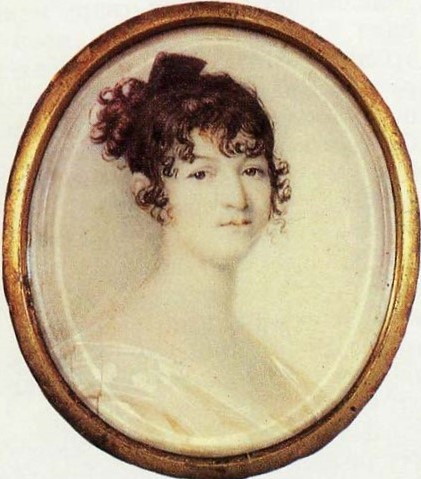
Мати Пушкіна Надія Ганнібал

Пушкін народився 26 травня (6 червня) 1799 року в Москві, в Німецькій слободі. У метричній книзі церкви Богоявлення в Єлохові на дату 8 (19) червня 1799 року, серед інших, міститься такий запис:
«Травня 27. У дворі колезького реєстратора Івана Васильова Скварцова у мешканця його майора Сергія Львовича Пушкіна народився син Олександр. Хрещений червня 8 дня. Воспріємник граф Артемій Іванович Воронцов, кума мати зазначеного Сергія Пушкіна вдова Ольга Василівна Пушкіна»:6Оригінальний текст (рос.)
«Мая 27. Во дворе колежского регистратора Ивана Васильева Скварцова у жильца его Моёра Сергия Львовича Пушкина родился сын Александр. Крещён июня 8 дня. Восприемник граф Артемий Иванович Воронцов, кума мать означенного Сергия Пушкина вдова Ольга Васильевна Пушкина»
Нянею Олександра була Аріна Родіонівна, до якої він на все життя зберіг зворушливе, любляче ставлення, присвятив їй вірші, багато разів згадував у листах. В ранньому дитинстві Олександр був товстою, незграбною, малорухливою і мовчазною дитиною. Все це приводило його мати у відчай, і вона «майже насильно водила його гуляти… змушувала бігати». Однак до семи років від огрядності і недолугості не залишилося і сліду, «він став жвавий і пустотливий».
Влітку батьки відвезли сина в Михайлівське, а потім до весни 1801 року сім'я жила в Петербурзі, у тещі — Марії Олексіївни Ганнібал (1745—1818, уродженої Пушкіної, з іншої гілки роду). У цей період цілком могла відбутися зустріч із Павлом I, про яку Пушкін пише в рядках «Бачив я трьох царів…».
Літні місяці 1805—1810 років майбутній поет зазвичай проводив у своєї бабусі по матері — тієї ж Марії Олексіївни, у підмосковному селі Захарові, поблизу Звенигороду. Ранні дитячі враження відбилися у перших дослідах пушкінських поем, написаних трохи пізніше («Чернець», 1813; «Бова», 1814), в ліцейських віршах «Послання до Юдіна» (1815), «Сон» (1816). Бабуся писала про свого онука наступне:
«Не знаю, що вийде з мого старшого онука. Хлопчик розумний і охочий до книжок, а вчиться погано, рідко коли урок свій здасть порядком; то його не розворушити, що не виженеш грати з дітьми, то раптом так розгорнеться і розходиться, що нічим його не стримаєш: з однієї крайності в іншу кидається, немає у нього середини»Оригінальний текст (рос.)
«Не знаю, что выйдет из моего старшего внука. Мальчик умён и охотник до книжек, а учится плохо, редко когда урок свой сдаст порядком; то его не расшевелишь, не прогонишь играть с детьми, то вдруг так развернётся и расходится, что ничем его не уймёшь: из одной крайности в другую бросается, нет у него середины»:40

### Юність

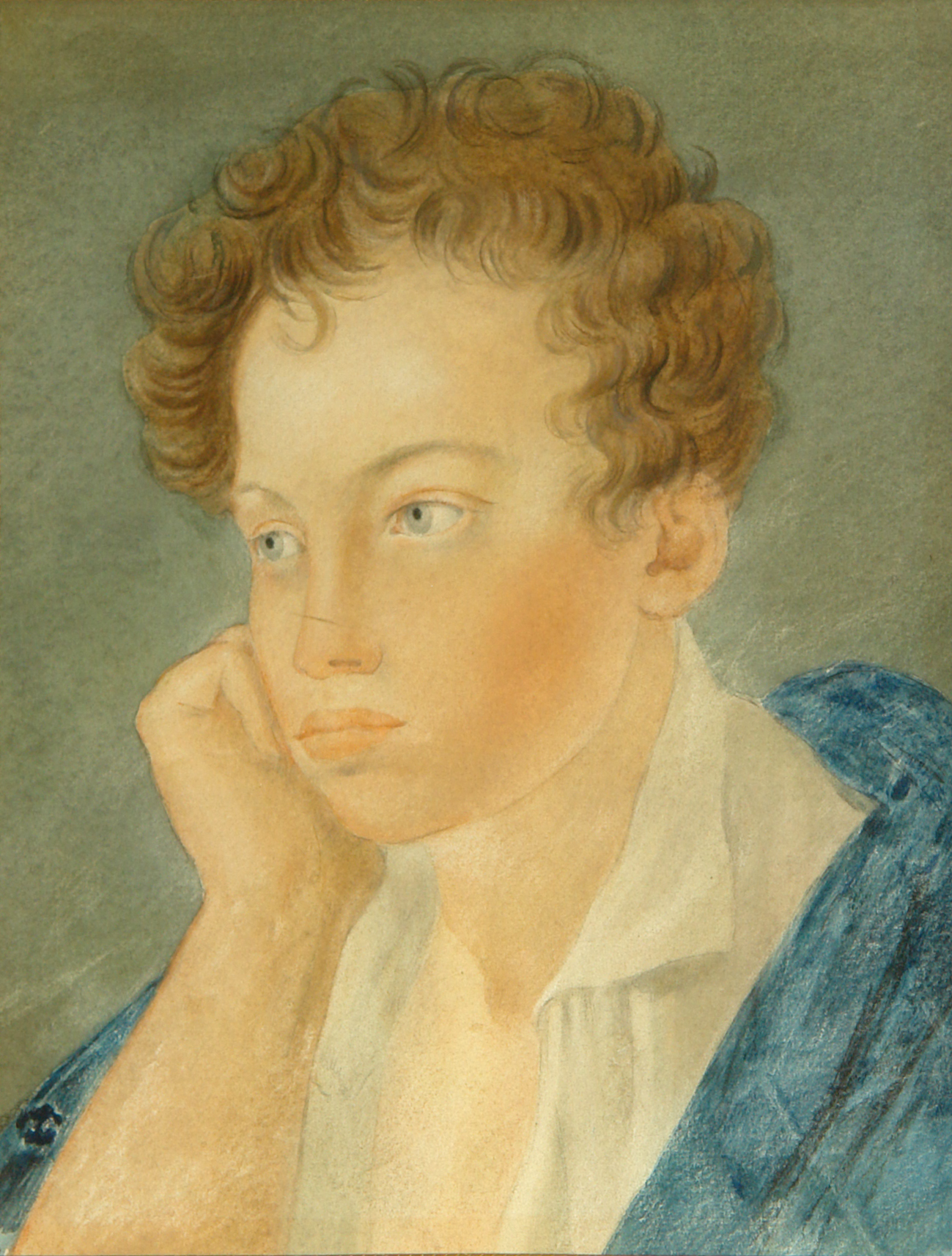
Юний Пушкін (акварель С. Г. Чирикова (1810))

Шість років Пушкін провів у Царськосільському ліцеї, відкритому 19 жовтня 1811 року. Тут юний поет пережив події Французько-російської війни 1812 року. Тут вперше відкрився і був високо оцінений його поетичний дар. Спогади про роки, проведені в Ліцеї, про ліцейське братерство, назавжди залишилися в душі поета.
Серед ліцейських викладачів Пушкіна був професор моральних і політичних наук О. П. Куніцин, який навчався в Геттінгенському університеті та був близький до багатьох майбутніх декабристів. Пушкін на все життя зберіг вдячність Куніцину. Він — єдиний з ліцейських вчителів, до якого Пушкін неодноразово звертався у віршах.
У ліцейський період Пушкіним було створено багато віршованих творів. Його надихали французькі поети XVII—XVIII століть, з творчістю яких він познайомився в дитинстві, читаючи книги з бібліотеки батька. Улюблені поети і письменники молодого Пушкіна перераховані у вірші «Городок» (1815 року): Вольтер, Гомер, Вергілій, Т. Тассо, Лафонтен, Дмитрієв, Крилов, Державін, Верж'є, Грекур, Парні, Расін, Мольєр, Фонвізін, Княжнін, Озеров, Руссо, Карамзін, Лагарп. У його ранній ліриці поєдналися традиції французького та російського класицизму. Вчителями Пушкіна-поета стали Батюшков, визнаний майстер «легкої поезії», і Жуковський, голова вітчизняного романтизму. Пушкінська лірика періоду 1813—1815 років пронизана мотивами швидкоплинності життя, яке диктувало спрагу насолоди радощами буття. З 1816 року, услід за Жуковським, він звертається до елегій, де розвиває характерні для цього жанру мотиви: нерозділеного кохання, закінчення молодості, згасання душі. Лірика Пушкіна ще наслідувальна, сповнена літературних умовностей і штампів, проте вже тоді поет-початківець вибирає свій, особливий шлях. Не замикаючись на камерній поезії, Пушкін звертався до тем більш складних, суспільно-значущих. «Спогади в Царському Селі» (1814), що заслужили схвалення Державіна, — на початку 1815 року Пушкін читав вірш в його присутності, — присвячено подіям Французько-російської війни 1812 року. Вірш було опубліковано у 1815 році в журналі «Російський музеум» за повним підписом автора. А в пушкінському посланні «Ліцинію» критично зображене сучасне життя Росії, де в образі «улюбленця деспота» вказується Аракчеєв. Вже на початку свого творчого шляху він виявляв інтерес до російських письменників-сатириків минулого століття. Вплив Фонвізіна відчувається в сатиричній поемі Пушкіна «Тінь Фонвізіна» (1815); з творчістю Радищева пов'язані «Бова» (1814) і «Безвір'я».
У липні 1814 року Пушкін вперше був надрукований, він видавався в Москві в журналі «Вісник Європи». У тринадцятому номері був надрукований вірш «До друга-поета», підписаний псевдонімом «Олександр Н.к.ш.п.», звернений до Кюхельбекера.:60
Ще будучи вихованцем Ліцею, Пушкін увійшов до літературного товариства «Арзамас», що виступало проти рутини і архаїки в літературній справі, і взяв дієву участь у полеміці з об'єднанням «Бесіди аматорів російського слова», відстоював канони класицизму минулого століття. Залучений творчістю найбільш яскравих представників нового літературного напряму, Пушкін відчував у той час сильний вплив поезії Батюшкова, Жуковського, Давидова.. Останній спочатку імпонував Пушкіну темою бравого вояки, а після тим, що сам поет називав «крутінням вірша» — різкими змінами настрою, експресією, несподіваним сполученням образів. Пізніше Пушкін говорив, що, наслідуючи в молодості Давидову, «засвоїв собі його манеру назавжди». Багато ліцейських віршів Пушкіна навіяні лірикою Дениса Давидова: «Студенти, що бенкетують», «Козак», «Наїзники», «Вуса», «Спогад».

### Молодість

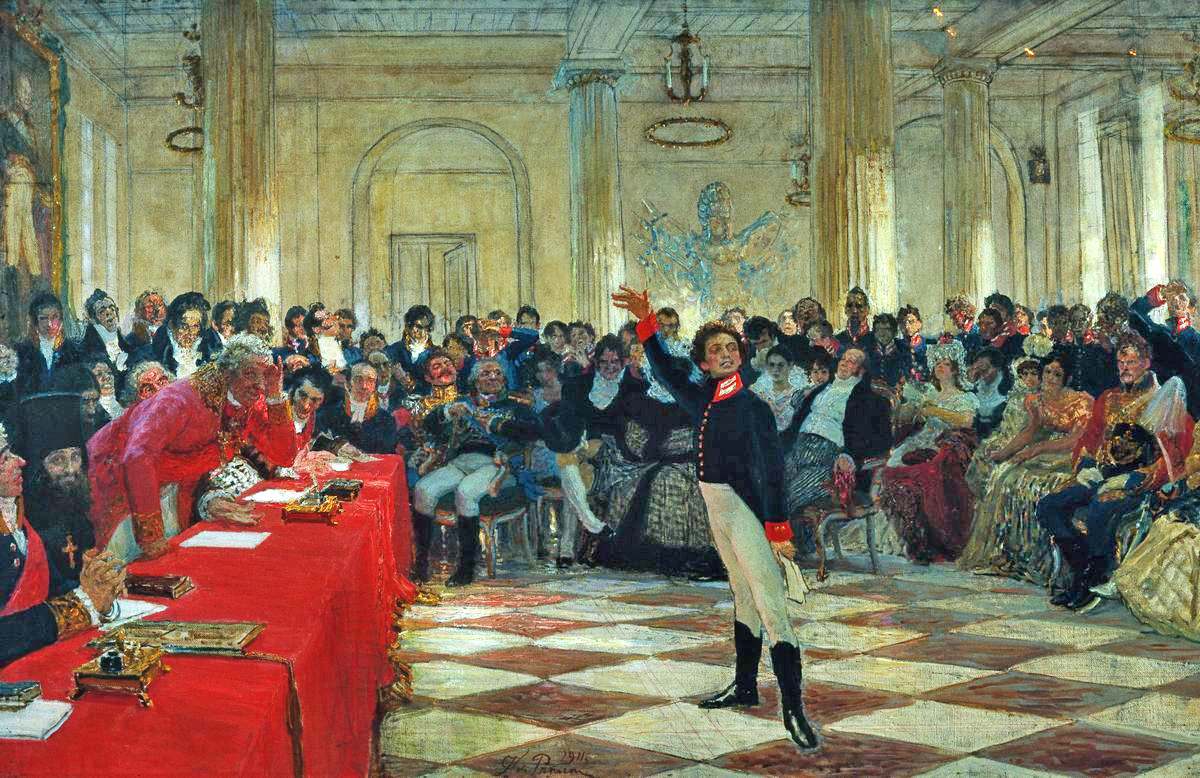
Пушкін на ліцейському екзамені в Царському Селі (картина І. Рєпіна (1911))

З ліцею Пушкіна було випущено у червні 1817 року у чині колезького секретаря (10-го класу, за табелем про ранги) та назначено у Колегію закордонних справ, і 15 червня він склав присягу, підписавши бланк присяги імператору.
У цей час батько передав Олександру свого дворового кріпосного Микиту, котрий знав Сашу з перших днів, став йому справжнім другом і пройшов з ним практично весь життєвий шлях аж до останнього дня, окрім року Михайлівського заслання.
Пушкін стає постійним відвідувачем театру, бере участь у засіданнях «Арзамаса» (прийнятий він був туди заочно, ще будучи ліцеїстом), у 1819 році вступає у члени літературно-театрального співтовариства «Зелена лампа», яким керує «Союз благоденства» (див. Декабристи). Не беручи участі у діяльності перших таємних організацій, Пушкін, пов'язаний дружніми узами з багатьма активними членами декабристських товариств, пише політичні епіграми і вірші «До Чаадаєва» («Любові, надії, тихої слави…» 1818), «Вільність» (1818), «Н. Я. Плюсковій» (1818), «Село» (1819), що розповсюджувалися у списках.
У ці роки Пушкін працює над поемою «Руслан і Людмила», розпочатою в Ліцеї, яка відповідала програмним установкам літературного суспільства «Арзамас» про необхідність створення національної богатирської поеми. Поема опублікована у травні 1820 року (за списками була відома раніше) і викликала різні, не завжди доброзичливі, відгуки. Вже після висилки Пушкіна навколо поеми розгорілися суперечки. Деякі критики були обурені зниженням високого канону. Змішання в «Руслані і Людмилі» російсько-французьких прийомів словесного вираження з просторіччям і фольклорною стилістикою викликало закиди з боку захисників демократичної народності в літературі. Такі нарікання містив лист Дмитра Зикова, літературного послідовника Катеніна, опублікований в «Сині вітчизни».

### На півдні (1820—1824)

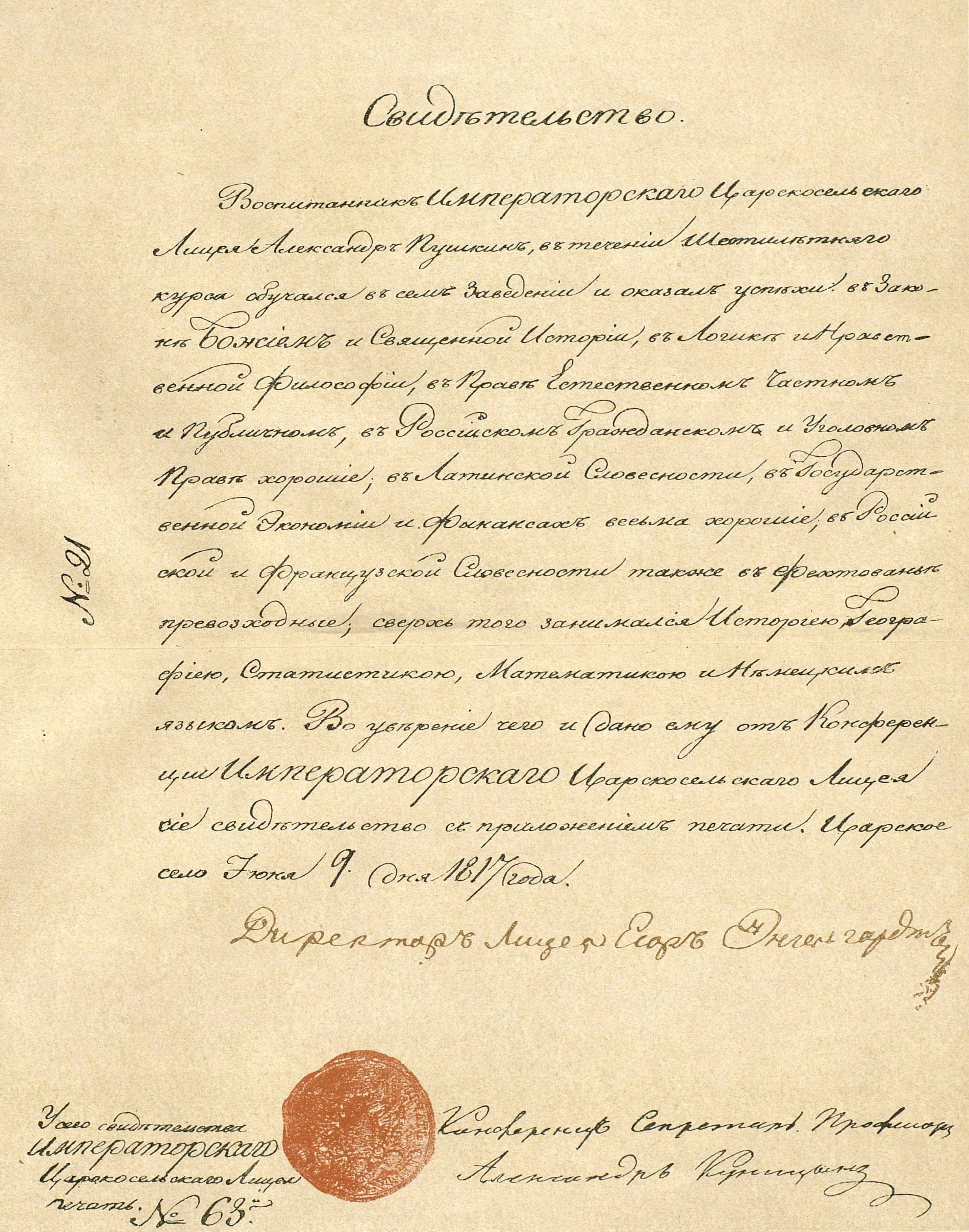
Свідоцтво, видане Пушкіну після закінчення ліцею

Навесні 1820 року Пушкіна викликали до військового генерал-губернатора Петербурга графа М. А. Милорадовича для пояснення з приводу змісту його віршів (в тому числі епіграм на Аракчеєва, архімандрита Фотія і самого Олександра I), несумісних зі статусом державного чиновника. Йшлося про його висилку до Сибіру або ув'язнення в Соловецькому монастирі. Лише завдяки допомозі друзів, перш за все Карамзіну, вдалося домогтися пом'якшення покарання. Його перевели зі столиці на південь у кишинівську канцелярію І. М. Інзова.
По дорозі до нового місця служби Олександр Сергійович захворів на запалення легенів, скупавшись у Дніпрі. Для поправки здоров'я Раєвські вивозять наприкінці травня 1820 року хворого поета з собою на Кавказ і в Крим. По дорозі сім'я Раєвських і О. С. Пушкін зупиняються в Таганрозі, у колишньому будинку міського голови П. О. Папкова (вул. Грецька, 40). З 13/25 червня до 6/18 липня поет вперше перебував на Гарячих Водах. Жив у садибі А. Ф. Реброва.

#### Пушкін в Криму
16 серпня 1820 року Пушкін прибув до Феодосії. Він написав своєму братові Льву:
«З Керчі приїхали ми в Кафу, зупинилися у Броневського, людини поважної за непорочною службою і за бідностю. Тепер він під судом — і, подібно старому Вергілію, розводить сад на березі моря, недалеко від міста. Виноград і мигдаль складають його дохід. Він не розумна людина, але має великі відомості про Крим. Сторони важливої і запущеної. Звідси морем вирушили ми повз полуденних берегів Тавриди, в Юрзуф, де знаходилося сімейство Раєвського. Вночі на кораблі написав я елегію, яку тобі надсилаю»Оригінальний текст (рос.)
«Из Керчи приехали мы в Кафу, остановились у Броневского, человека почтенного по непорочной службе и по бедности. Теперь он под судом — и, подобно старику Вергилия, разводит сад на берегу моря, недалеко от города. Виноград и миндаль составляют его доход. Он не умный человек, но имеет большие сведения об Крыме. Стороне важной и запущенной. Отсюда морем отправились мы мимо полуденных берегов Тавриды, в Юрзуф, где находилось семейство Раевского. Ночью на корабле написал я элегию, которую тебе присылаю»
Через два дні Пушкін разом з Раєвськими відбув морем в Гурзуф.
Пушкін провів у Гурзуфі кілька тижнів влітку і восени 1820 року. Разом з Раєвськими він зупинився в будинку герцога Рішельє; поетові в ньому було надано мезонін, що виходив на захід. Живучи в Гурзуфі, поет зробив безліч прогулянок уздовж узбережжя і в гори, серед яких були — поїздка верхи до вершини Аюдага і прогулянка човном до мису Суук-Су.
У Гурзуфі Пушкін продовжив роботу над поемою «Кавказький полонений», написав кілька ліричних віршів; деякі з них присвячені дочкам М. М. Раєвського — Катерині, Олені і Марії. Тут виник у поета задум поеми «Бахчисарайський фонтан» і роману «Євгеній Онєгін». Наприкінці життя він згадував про Крим: «Там колиска мого Онєгіна».
У вересні 1820 року на шляху до Сімферополя Пушкін побував у Бахчисараї. З листа Дельвігу:
«... Увійшовши до палацу, побачив я зіпсований фонтан, із заіржавілої залізної трубки по краплях падала вода. Я обійшов палац з великою досадою на нехтування, у якому він знищується, і на напівєвропейську переробку деяких кімнат»Оригінальний текст (рос.)
«…Вошед во дворец, увидел я испорченный фонтан, из заржавленной железной трубки по каплям падала вода. Я обошёл дворец с большой досадою на небрежение, в котором он истлевает, и на полуевропейские переделки некоторых комнат»
Прогулюючись внутрішніми двориками палацу, поет зірвав дві троянди і поклав їх до підніжжя «Фонтану сліз», якому пізніше присвятив вірші та поему «Бахчисарайський фонтан».
У середині вересня Пушкін близько тижня провів у Сімферополі, ймовірно, у будинку таврійського губернатора Олександра Баранова, старого знайомого поета за Петербургом.
Свої враження від відвідування Криму Пушкін використовував і в описі «Подорожі Онєгіна», який спочатку входив до змісту поеми «Євген Онєгін» як додаток.

#### У Кишиневі
Лише у вересні поет прибуває до Кишинева. Новий начальник поблажливо ставився до служби Пушкіна, дозволяючи йому подовгу відлучатися і гостювати у друзів у Кам'янці (зима 1820—1821 років), виїжджати до Києва, подорожувати з І. П. Ліпранді по Молдавії і навідуватися до Одеси (кінець 1821 року). У Кишиневі Пушкін близько спілкується з членами Союзу благоденства М. Ф. Орловим, К. О. Охотніковим, В. Ф. Раєвським, вступає в масонську ложу «Овідій», про що сам пише в своєму щоденнику. Якщо поема «Руслан і Людмила» була підсумком школи у кращих російських поетів, то перша ж «південна поема» Пушкіна «Кавказький бранець» (1822) поставила його на чолі всієї сучасної російської літератури, принесла заслужену славу першого поета, незмінну його супутню до кінця 1820-х років. Пізніше, в 1830-ті роки він отримав епітет «Російський Байрон».
Пізніше виходить інша «південна поема» «Бахчисарайський фонтан» (1824). Поема вийшла фрагментарною, вона містила в собі щось недосказане, що і додало їй особливу принадність, це збуджувало в читацькому сприйнятті сильне емоційне поле. П. А. Вяземський писав з Москви з цього приводу:
«Поява «Бахчисарайського фонтану» гідна уваги не самих шанувальників поезії, а й спостерігачів успіхів наших в розумовій промисловості, яка також, не в гнів будь сказано, сприяє, як і інша, добробуту держави. За рукопис маленької поеми Пушкіна було заплачено три тисячі рублів; в ньому немає шести сотень віршів; отже, вірш (і ще який же? зауважимо для біржових оцінювачів — невеликий чотиристопний вірш) обійшовся в п'ять рублів з надлишком. Вірш Бейрона, Казимира Лавиня, рядок Вальтера Скотта приносить відсоток ще значущий, це правда! Але згадаємо і те, що іноземні капіталісти стягують відсотки з усіх освічених споживачів на земній кулі, а наші капітали звертаються в тісному і домашньому колі. Хай там як, за вірші «Бакчісарайского фонтану» заплачено стільки, скільки ще ні за які російські вірші заплачено не було»Оригінальний текст (рос.)
«Появление «Бахчисарайского фонтана» достойно внимания не одних любителей поэзии, но и наблюдателей успехов наших в умственной промышленности, которая также, не во гнев будь сказано, содействует, как и другая, благосостоянию государства. Рукопись маленькой поэмы Пушкина была заплачена три тысячи рублей; в ней нет шести сот стихов; итак, стих (и ещё какой же? заметим для биржевых оценщиков — мелкий четырестопный стих) обошёлся в пять рублей с излишком. Стих Бейрона, Казимира Лавиня, строчка Вальтера Скотта приносит процент ещё значительнейший, это правда! Но вспомним и то, что иноземные капиталисты взыскивают проценты со всех образованных потребителей на земном шаре, а наши капиталы обращаются в тесном и домашнем кругу. Как бы то ни было, за стихи «Бакчисарайского фонтана» заплачено столько, сколько ещё ни за какие русские стихи заплачено не было»

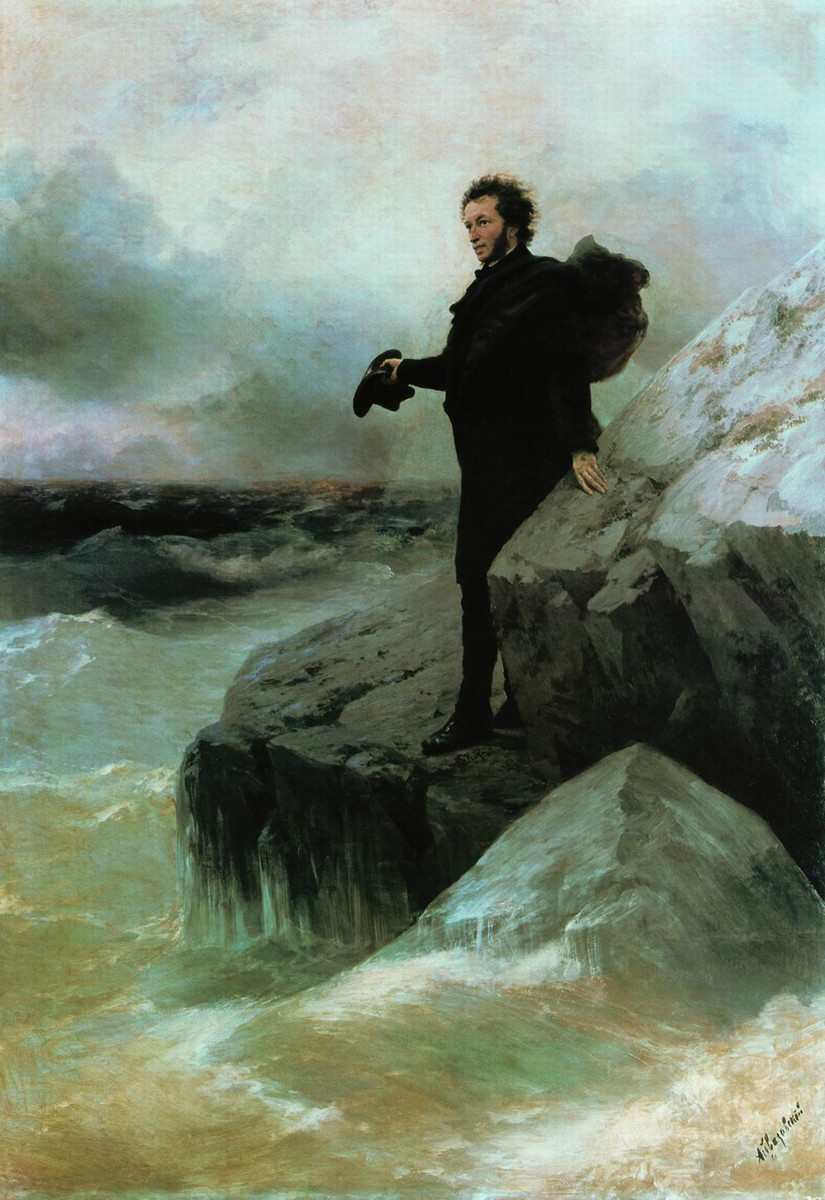
«Прощання Пушкіна з морем» (І. К. Айвазовський, І. Ю. Рєпін (1877))

Разом з тим поет намагається звернутися до російської давнини, намітивши плани поем «Мстислав» і «Вадим» (останній задум прийняв і драматургічну форму), створює сатиричну поему «Гавриїліада» (1821), поему «Брати розбійники» (1822; окреме видання 1827 року). Згодом в Пушкіні визріло переконання (спочатку безвихідно трагічне), що в світі діють об'єктивні закони, похитнути які людина не в змозі, хоч би якими відважними і прекрасними були її помисли. У такому ключі був початий в травні 1823 року в Кишиневі роман у віршах «Євгеній Онєгін»; фінал першого розділу роману припускав історію подорожі героя за межами батьківщини за зразком поеми Байрона «Дон Жуан».
Поки ж у липні 1823 року Пушкін домагається переведення по службі в Одесу, в канцелярію графа Воронцова. Саме в цей час він усвідомлює себе як — професійний літератор, що було зумовлене бурхливим читацьким успіхом його творів. Залицяння до дружини начальника Єлизавети Ксаверіївни, а, можливо, і роман з нею і нездатність до державної служби загострили його відносини з Воронцовим.
Чотирирічне перебування Пушкіна на півдні — новий романтичний етап розвитку його як поета. У цей час Пушкін познайомився з творчістю Байрона і Шеньє. Захоплений особистістю Байрона, як зізнається сам поет, «божеволів» від нього. Першим віршем, створеним ним на засланні, стала елегія «Згасло денне світило…», в підзаголовку якого Пушкін зазначив: «Наслідування Байрону». Стрижнем, основним завданням його творів стало відображення емоційного стану людини, розкриття його внутрішнього життя. Художню форму вірша Пушкін розробляв, звертаючись до давньогрецької поезії, вивчаючи її в перекладах. Переосмисливши образне мислення античних поетів у романтичному ключі, взявши найкраще з творчості своїх попередників, подолавши штампи елегійного стилю, він створив свою власну поетичну мову. Основною властивістю пушкінської поезії стала її виразна сила і в той же час — незвичайна стислість, лаконізм. Сформований в 1818—1820 роках, під впливом французьких елегій і лірики Жуковського, умовно-меланхолійний стиль зазнав серйозну трансформацію і злився з новим, «байронічним» стилем. Поєднання старих, ускладнених і умовних форм з романтичними фарбами і напруженістю яскраво проявилися в «Кавказькому бранці».
У 1824 році поліцією в Москві був прочитаний лист Пушкіна, в якому він писав про захоплення «атеїстичними навчаннями». Це спричинило відставку поета від служби. У другій половині липня 1824 року новоросійський і бессарабський генерал-губернатор граф М. С. Воронцов отримав повідомлення віце-канцлера К. В. Нессельроде про високі повеління від 8 липня, «що знаходиться у відомстві Державної колегії закордонних справ колезького секретара Пушкіна звільнити зовсім від служби» і від 11 липня — перевести Пушкіна на проживання в Псковську губернію для того, щоб він знаходився там під наглядом місцевого начальства. 30 липня Пушкін, отримавши 389 рублів і 4 копійки прогінних грошей, виїхав до Псковської губернії.

### Михайлівське
Пушкін був засланий в маєток своєї матері і провів там два роки (до вересня 1826 року) — це найтриваліше перебування Пушкіна в Михайлівському. Вперше юний поет побував в Михайлівському влітку 1817 року і, як він сам писав в одній зі своїх автобіографій, був зачарований «сільським життям, російською лазнею, полуницею та іншим, — але все це подобалося мені недовго».
Незабаром, після приїзду Пушкіна до Михайлівського, у нього сталася велика сварка з батьком, який фактично погодився на негласний нагляд за власним сином. Наприкінці осені всі рідні Пушкіна поїхали з Михайлівського.
Всупереч побоюванням друзів, усамітнення в селі не стало згубним для Пушкіна. Незважаючи на важкі переживання, перша Михайлівська осінь була плідною для поета, він багато читав, розмірковував, працював. Пушкін часто відвідував сусідку по маєтку Парасковію Осипову в Тригорському і користувався її бібліотекою (батько Осипової, масон, соратник Миколи Новикова, залишив велике зібрання книг). З михайлівського заслання і до кінця життя його пов'язували дружні стосунки з Осиповою та членами її великої родини. У Тригорському в 1826 році Пушкін зустрівся з Миколою Язиковим, вірші якого були йому відомі з 1824 року.

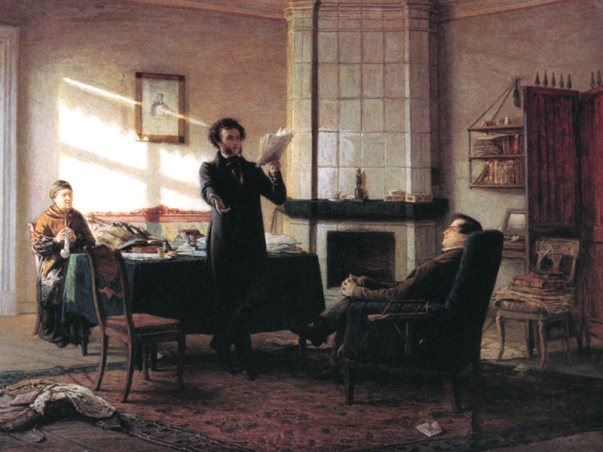
«Пущин в гостях у Пушкіна в Михайлівському» (М. М. Ґе (1875))

Пушкін завершує початі в Одесі вірші «Розмова книгаря з поетом», де формулює своє професійне кредо, «До моря» — ліричний роздум про долю людини епохи Наполеона і Байрона, про жорстоку владу історичних обставин над особистістю, поему «Цигани» (1827), продовжує писати роман у віршах. Восени 1824 року він відновлює роботу над автобіографічними записками, залишені на самому початку в кишинівську пору, і обмірковує сюжет народної драми «Борис Годунов» (закінчена 7 (19) листопада 1825 року, опублікована в 1831 році), пише жартівливу поему «Граф Нулін». Всього в Михайлівському поет створив близько ста творів.
У 1825 році зустрічає в Тригорському племінницю Осипової — Анну Керн, якій, як прийнято вважати, присвячує вірш «Я пам'ятаю дивну мить …».
Через місяць після закінчення заслання він повернувся «вільним в покинуту в'язницю» і провів в Михайлівському близько місяця. Наступні роки поет періодично приїжджав сюди, щоб відпочити від міського життя і писати на волі. У Михайлівському в 1827 році Пушкін почав роман «Арап Петра Великого».
У Михайлівському поет також долучився до гри у більярд, за спогадами друзів, він грав доволі професійно.
Під час перебування в Михайлівському Пушкін вступив в любовні відносини з кріпосною селянкою Ольгою Калашниковою та, як вважають деякі дослідники, мав від неї незаконнонародженого сина Павла.

### Після заслання
В Михайлівському поет почув звістку про повстання декабристів. Пушкін сприйняв її з великою тривогою за долю «найблагородніших синів Росії» — як тих, хто був йому дорогий і близький, так і тих, з ким він не був знайомий особисто. За днями довгого очікування прийшла звістка про страту п'ятьох організаторів заколоту і відправці багатьох його учасників в Сибір. Пушкін був вражений. Розправа, вчинена над декабристами, не залишала надій на зміни на краще і в житті самого поета. Проте, за височайшим повелінням, в ніч з 3 на 4 вересня 1826 року в Михайлівське прибуває посланець від псковського губернатора Б. О. Адеркаса: Пушкін в супроводі фельд'єгеря повинен з'явитися в Москву, де в той час знаходився Микола I, коронований 22 серпня.
8 вересня, відразу ж після прибуття, Пушкін доставлений до імператора для особистої аудієнції. Бесіда Миколи з Пушкіним відбувалася віч-на-віч. У бесіди з царем, він не тільки не зрікся дружніх зв'язків з декабристами, але і відкрито встав на захист заколотників, заявивши, що якби 14 грудня перебував у Петербурзі, то неодмінно б опинився на Сенатській площі. Незважаюче на це, поетові після повернення із заслання гарантувалося особисте найвище заступництво і звільнення від звичайної цензури. Ввечері на балу, після цієї бесіди, імператор сказав наближеним: «Я сьогодні довго розмовляв з найрозумнішою людиною в Росії».
Саме в ці роки виникає у творчості Пушкіна інтерес до особистості Петра I, царя-перетворювача. Він стає героєм розпочатого роману про прадіда поета, Абрама Ганнібала, і нової поеми «Полтава». В рамках одного поетичного твору («Полтава») поет об'єднав кілька серйозних тем: взаємин Росії і Європи, об'єднання народів, щастя і драми приватної людини на тлі історичних подій. За власним визнанням Пушкіна, його залучили «сильні характери і глибока, трагічна тінь, накидана на всі ці жахи». Опублікована в 1829 році поема не знайшла розуміння ні у читачів, ні у критиків. У чорновому рукописі статті «Заперечення критиками Полтави» Пушкін писав:
«Найзріліша з усіх моїх віршованих повістей, та, в якій все майже оригінальне (а ми з цього тільки й б'ємося, хоч це ще й не головне), — «Полтава», якій Жуковський, Гнєдич, Дельвіг, Вяземський віддають перевагу над усім, що я дотепер написав, «Полтава» не мала успіху»Оригінальний текст (рос.)
«Самая зрелая изо всех моих стихотворных повестей, та, в которой всё почти оригинально (а мы из этого только и бьёмся, хоть это ещё и не главное), — «Полтава», которую Жуковский, Гнедич, Дельвиг, Вяземский предпочитают всему, что я до сих пор ни написал, «Полтава» не имела успеха»
До цього часу у творчості поета позначився новий поворот. Тверезий історичний і соціальний аналіз дійсності поєднується з усвідомленням складності, часто вислизає від раціонального пояснення навколишнього світу, що наповнює його творчість відчуттям тривожного передчуття, веде до широкого вторгнення фантастики, народжує сумні, часом хворобливі спогади, напружений інтерес до смерті.

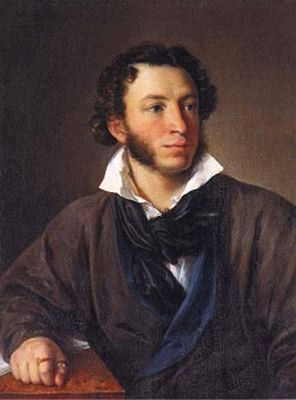
Олександр Пушкін (В. А. Тропінін (1827))

У той же час після його поеми «Полтава» ставлення до нього в критиці і серед частини читацької публіки стало більш холодним або критичним.
У 1827 році почалося розслідування з приводу вірша «Андрій Шеньє» (написаного ще в Михайлівському в 1825 році), у якому був помічений відгук на події 14 грудня 1825 року, а в 1828 році уряду стала відома кишинівська поема «Гавриїліада». Справи ці були за височайшим повелінням припинені після пояснень Пушкіна, але за поетом був розпочатий негласний поліцейський нагляд.
У грудні 1828 року Пушкін знайомиться з московською красунею, 16-річною Наталею Гончаровою. За власним визнанням, він полюбив її з першої зустрічі. Наприкінці квітня 1829 року через Федора Толстого-Американця Пушкін зробив пропозицію Гончаровій. Невизначена відповідь матері дівчини (причиною була названа молодість Наталії), за словами Пушкіна, «звела його з розуму».

### Поїздка на війну
На початку травня 1829 року Пушкін вирушив на Російсько-турецьку війну, до діючої армії на Кавказ, якою тоді командував І. Ф. Паскевич, бажаючи зустріти там М. М. Раєвського, брата Льва і багатьох друзів. Дорогою він зустрів тіло О. С. Грибоєдова, яке везли в Тифліс з Персії.
14 червня 1829 року Пушкін узяв участь у перестрілці з турецькими наїзниками. У бурці і циліндрі, верхи, він кидався під кулі ворогів і навіть, одного разу, схопивши піку вбитого козака, кинувся в погоню за ворогами, що відступали. 19 червня 1829 року після битви при Каїнли Пушкін брав участь у переслідуванні втікаючого ворога.
Під час будь-якої перестрілки з ворогом, під час руху військ уперед, Пушкіна бачили завжди попереду козаків, що скакали, або драгунів прямо під пострілами. Паскевич неодноразово попереджав Пушкіна, що йому небезпечно зариватися так далеко, і радив перебувати під час бою невідлучно при нім, але Пушкін його не слухався. Крім того, Пушкін підтримував стосунки з деякими з декабристів, які служили рядовими в армії, що не подобалося Паскевичу. Нарешті, Паскевич запросив поета і сказав йому: «Пане Пушкін, мені вас шкода, життя ваше дороге для Росії; вам тут робити нема чого, а тому я раджу вам негайно виїхати з армії назад; я вже велів приготувати для вас благонадійний конвой». Того ж дня, 19-го липня, Пушкін залишив армію, жив деякий час у Тифлісі. Повернувшись до Москви, він зустрів у Гончарових холодний прийом. Ймовірно, мати Наталії боялася репутації вільнодумця, що закріпилася за Пушкіним, його бідності та пристрасті до гри.
Наприкінці 1829 року у Пушкіна виникає бажання відправитися в подорож за кордон, що відбилося у вірші «Поїдемо, я готовий; куди б ви, друзі…». Пушкін звертається з проханням дозволити поїздку за кордон до Олександра Бенкендорфа, але 17 січня 1830 року отримує відмову Миколи I в поїздці, передану Бенкендорфом.

### Болдіно

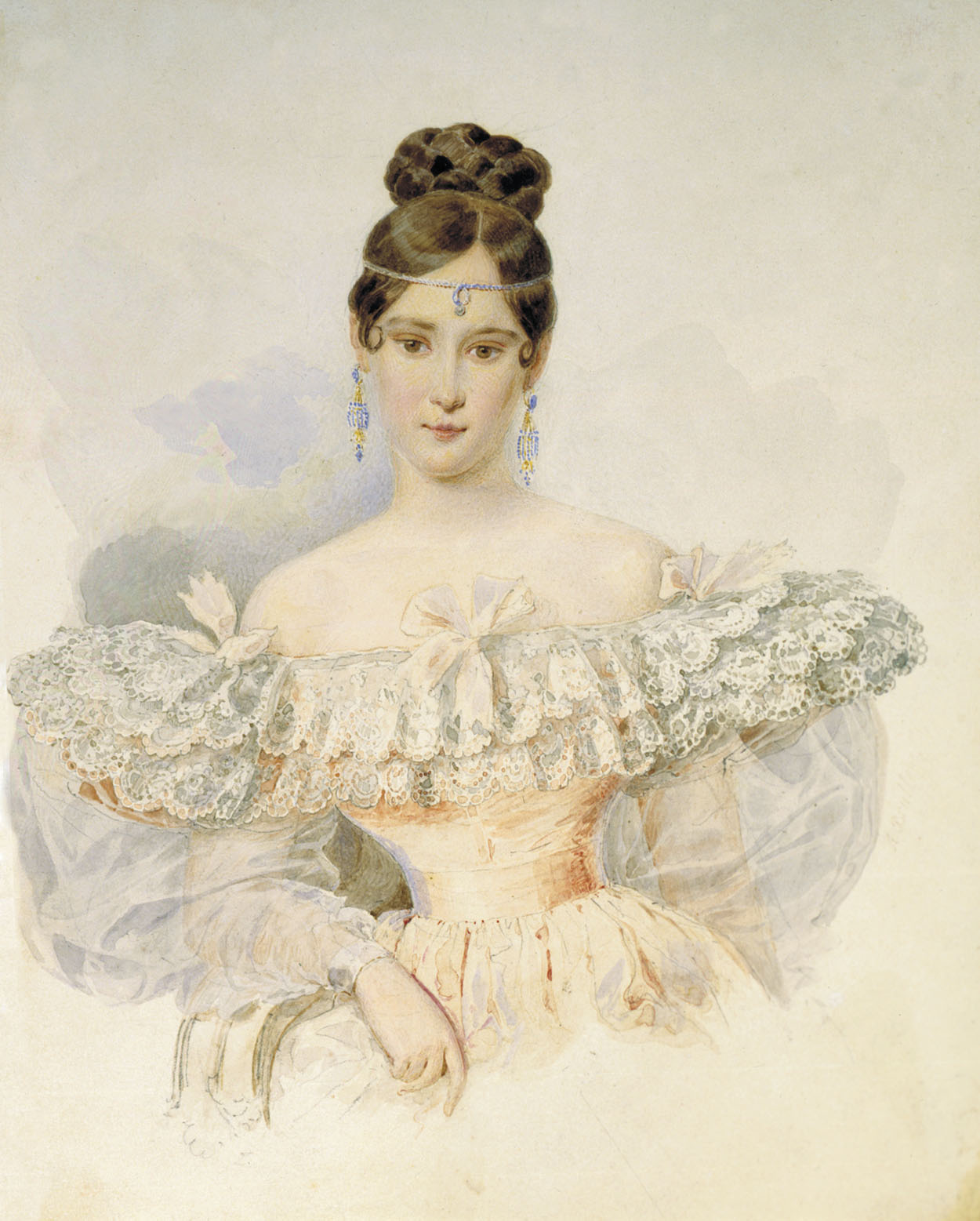
Портрет Н. М. Пушкіної (К. П. Брюллов (1831-32))

Пушкін відчуває необхідність життєвих змін. Повторне його сватання до Наталії Гончарової у 1830 році було прийняте, і восени він відправляється в нижньогородський маєток свого батька, в село Болдіно, для вступу у володіння прилеглого села Кістенєво, подарованого батьком до весілля. Холерні карантини затримали поета на три місяці, і цій порі судилося стати знаменитою Болдінською осінню, найвищою точкою пушкінської творчості, коли з-під його пера вилилася ціла бібліотека творів: «Повісті покійного Івана Петровича Бєлкіна» («Повісті Бєлкіна»), «Досвід драматичних вивчень» («Маленькі трагедії»), останні глави «Євгенія Онєгіна», «Будиночок у Коломні», «Історія села Горюхіна», «Казка про попа і наймита його Балду», кілька нарисів критичних статей та близько 30 віршів.
Серед болдінських творів, немов нарочито несхожих один на одного за жанром і тональністю, і які особливо контрастують один з одним, поділяючись на два цикли: прозаїчний і драматичний. Це два полюси його творчості, до яких тяжіють інші твори, написані в три осінніх місяці 1830 року.
Віршовані твори цього періоду представляють все розмаїття жанрів і охоплюють широке коло тем. Одне з них — «Рум'яний критик мій …» перегукується з «Історією села Горюхіна» і настільки далеко від ідеалізації сільської дійсності, що було вперше опубліковано лише в посмертному зібранні творів під зміненою назвою («Каприз»).
«Повісті Бєлкіна» був першим завершеним твором пушкінської прози, що дійшов до нас, досліди щодо створення якого робилися ним неодноразово. У 1821 році він сформулював основний закон свого прозаїчного оповідання: «Точність і стислість — от перші достоїнства прози. Вона вимагає думок і думок — без них блискучі вираження ні до чого не служать». Ці повісті — також своєрідні мемуари звичайної людини, що, не знаходячи нічого значного у своєму житті, наповнює свої записки переказом почутих історій, що вразили його уяву своєю незвичністю. «Повісті …» знаменували собою завершення розпочатого у 1827 році з «Арапа Петра Великого» становлення Пушкіна як прозаїка. Цикл визначив як подальший напрямок творчості Пушкіна, останні шість років його життя він звертався переважно до прози, так і всього, досі не розвиненого російського художнього прозового слова.

### Москва (1830—1831) і Петербург (1831—1833)
В цей же час Пушкін брав активну участь у виданні «Літературної газети» (газета виходила з 1 січня 1830—го по 30 червня 1831 року) свого друга, видавця Антона Дельвіга. Дельвіг, підготувавши перші два номери, тимчасово виїхав з Петербурга і доручив газету Пушкіну, який і став фактичним редактором перших 13 номерів. Конфлікт «Літературної газети» з редактором напівофіційної газети «Північна бджола» Фадеєм Булгаріним, агентом Третього відділення, привів, після публікації газетою чотиривірш Казимира Делавіня про жертви Липневої революції, до закриття видання.
5 грудня 1830 року Пушкін повертається з Болдіно до Москви. 18 лютого (2 березня) 1831 року він вінчається з Наталією Гончаровою в московській церкві Великого Вознесіння біля Нікітських воріт. При обміні кільцями кільце Пушкіна впало на підлогу. Потім у нього згасла свічка. Він зблід і сказав: «Все — погані ознаки!».
Відразу після весілля сім'я Пушкіних ненадовго оселилася в Москві на Арбаті, будинок 53 (за сучасною нумерацією зараз музей). Там подружжя прожило до середини травня 1831 року, коли, не дочекавшись терміну закінчення оренди, поїхало до столиці, тому що Пушкін посварився з тещею, яка втручалася в його сімейне життя.:62
На літо Пушкін зняв дачу в Царському Селі. Тут він пише «Лист Онєгіна», тим самим остаточно завершуючи роботу над романом у віршах, який був його «супутником вірним» протягом восьми років.
Нове сприйняття дійсності, що намітилося в його творчості наприкінці 1820-х років, вимагало поглиблених занять історією: у ній слід було знайти джерела корінних питань сучасності. Пушкін активно поповнював свою особисту бібліотеку вітчизняними та іноземними виданнями, пов'язаними з історією петровського часу. О. І. Тургенєв відзначав в ньому «скарби таланту, спостережень і начитаності про Росію, особливо про Петра і Катерину, рідкісні, єдині… Ніхто так добре не судив російську новітню історію: він дозрівав для неї і знав, і відшукав до відома, багато, що інші не помітили».
Холерні бунти, жахливі за своєю жорстокістю, і польські події, що поставили Росію на межу війни з Європою, представляються поетові загрозою російській державності. Сильна влада в цих умовах здається йому запорукою порятунку Росії — цією ідеєю натхненні його вірші «Перед гробницею святою…», «Наклепникам Росії», «Бородінська річниця». Останні два, написані з нагоди взяття Варшави, разом з віршем В. А. Жуковського «Стара пісня на новий лад» були надруковані спеціальною брошурою «На взяття Варшави» і викликали неоднозначну реакцію. Пушкін, який ніколи не був ворогом будь-якого народу, товаришував з Міцкевичем, проте не міг змиритися з претензіями повсталих на приєднання до Польщі литовських, українських і білоруських земель.:236 По-різному поставилися на відгук Пушкіна на польські події його друзі: негативно Вяземський і О. І. Тургенєв. 22 вересня 1831 року в своєму щоденнику Вяземський писав:
«Пушкін у віршах своїх: „Наклепникам Росії“ показує їм дулю з кишені. Він знає, що вони не прочитають віршів його, отже, і відповідати не будуть на питання, на які відповідати було б дуже легко навіть самому Пушкіну.<…> І що знову за святотатство поєднувати Бородіно з Варшавою? Росія волає проти цього беззаконня»Оригінальний текст (рос.)
«Пушкин в стихах своих: „Клеветникам России“ кажет им шиш из кармана. Он знает, что они не прочтут стихов его, следовательно, и отвечать не будут на вопросы, на которые отвечать было бы очень легко даже самому Пушкину. <…> И что опять за святотатство сочетать Бородино с Варшавою? Россия вопиет против этого беззакония»
Петро Чаадаєв ж направив після публікації віршів їх автору захоплений лист, його позицію поділяли і заслані декабристи.:232, 236 Разом з тим Ф. В. Булгарін, пов'язаний з III відділенням, звинувачував поета в прихильності ліберальним ідеям.
У липні 1831 року Пушкін надіслав листа начальнику III відділення Власної Його Імператорської Величності канцелярії генерал-ад'ютанту Олександру Бенкендорфу:
«Дбайливість істинновітчизняного государя імператора глибоко мене чіпає. Обсипаному вже благодіяннями його величності, мені давно важка моя бездіяльність. Я завжди готовий служити йому в міру своїх здібностей. <…> Наважуюсь також просити дозволу зайнятися історичними дослідженнями у наших державних архівах та бібліотеках. <…> Можу згодом виконати моє давнє бажання написати історію Петра Великого та його спадкоємців до государя Петра III»Оригінальний текст (рос.)
«Заботливость истинноотеческая государя императора глубоко меня трогает. Осыпанному уже благодеяниями его величества, мне давно тягостно моё бездействие. Я всегда готов служить ему по мере своих способностей. <…> Осмеливаюсь также просить дозволения заняться историческими изысканиями в наших государственных архивах и библиотеках. <…> Могу со временем исполнить моё давнишнее желание написать историю Петра Великого и его наследников до государя Петра III»
23 липня того ж року Бенкендорф повідомив віце-канцлеру Карлу Нессельроде про високий наказ призначити Пушкіна до Державної колегії закордонних справ з дозволом знаходити в архівах матеріали для твору історії Петра I. 14 листопада 1831 року Пушкін був зарахований на службу колишнім чином, а 6 грудня — у титулярні радники.
З початку 1830-х років проза у творчості Пушкіна починає превалювати над поетичними жанрами. «Повісті Бєлкіна» (видані у 1831 році) успіху не мали. Пушкін замишляє широке епічне полотно, роман з епохи пугачовщини з героєм-дворянином, який перейшов на бік бунтівників. Задум цей на час залишається через недостатні знання тієї епохи, і починається робота над романом «Дубровський» (1832—33). Герой його, бажаючи помститися за батька, у якого несправедливо відняли родовий маєток, стає розбійником. Шляхетний розбійник Дубровський зображений у романтичному ключі, та інші дійові особи показані з найбільшим реалізмом. Хоча сюжетна основа твору почерпнута Пушкіним із сучасного життя, в ході роботи роман усе більше здобував риси традиційного авантюрного оповідання з нетиповою, загалом для російської дійсності, колізією. Можливо, передбачаючи до того ж нездоланні цензурні труднощі з публікацією роману, Пушкін залишив роботу над ним, хоча роман був і близький до завершення. Задум твору про пугачовський бунт знову привертає його, і, вірний історичній точності, він тимчасово перериває заняття з вивчення Петровської епохи, вивчає друковані джерела про Омеляна Пугачова, домагається ознайомлення з документами про придушення селянського повстання (саме «Справа Пугачова», суворо засекречена, виявляється недоступною), а 1833 року робить поїздку на Волгу і Урал, щоб на власні очі побачити місця буремних подій, почути живі перекази про пугачовщину. Пушкін їде через Нижній Новгород, Чебоксари, Казань і Симбірськ на Оренбург, а звідти на Уральськ, уздовж стародавньої річки Яїк, перейменованої після селянського повстання в Урал.
7 січня 1833 року Пушкін був обраний членом Російської академії одночасно з Павлом Катеніним, Михайлом Загоскіним, Дмитром Язиковим і Олексієм Маловим.
Восени 1833 року він повертається в Болдіно. Тепер Болдинська осінь Пушкіна вдвічі коротша, ніж три роки тому, але за значенням вона співмірна Болдинській осені 1830 року. За півтора місяця Пушкін завершує роботу над «Історією Пугачова» і «Піснями західних слов'ян», починає роботу над повістю «Пікова дама», створює поеми «Анджело» і «Мідний вершник», «Казку про рибака та рибку» і «Казку про мертву царівну та про сімох богатирів», вірш в октавах «Осінь».

### Петербург (1833—1835)

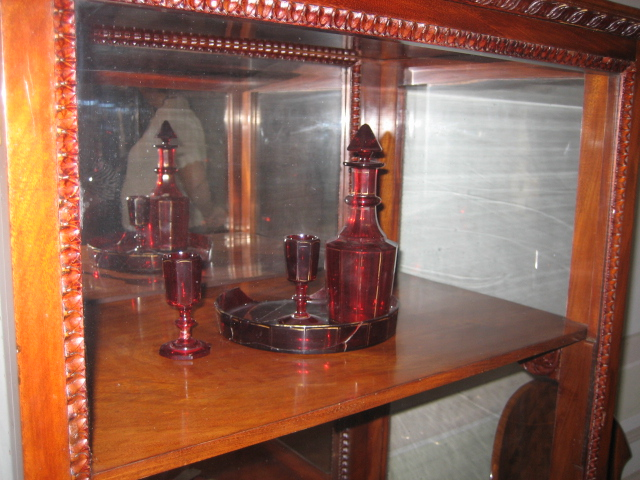
Посуд Пушкіна з музею на Мойці, 12, Санкт-Петербург

У листопаді 1833 року Пушкін повертається в Петербург, відчуваючи необхідність круто змінити життя і насамперед вийти з-під опіки двору.
31 грудня 1833 року Микола I надає своєму історіографу молодше придворне звання камер-юнкера. За словами друзів Пушкіна, він був у люті: це звання давалося звичайно молодим людям. У щоденнику 1 січня 1834 року Пушкін зробив запис:
«Третього дня мені надано камер-юнкера (що досить непристойно моїм літам). Але Двору хотілося, щоб N. N. [Наталія Миколаївна] танцювала в Анічкові»
Оригінальний текст (рос.)
«Третьего дня я пожалован в камер-юнкеры (что довольно неприлично моим летам). Но Двору хотелось, чтобы N. N. [Наталья Николаевна] танцовала в Аничкове»
Тоді ж була заборонена публікація «Мідного вершника». На початку 1834 року Пушкін дописав іншу, прозаїчну петербурзьку повість — «Пікова дама» і помістив її в журналі «Бібліотека для читання», який платив Пушкіну негайно і за вищими ставками. Вона була розпочата в Болдіні і призначалася тоді, очевидно, для спільного з Володимиром Одоєвським і Миколою Гоголем альманаху «Трійчатка».
25 червня 1834 року титулярний радник Пушкін подає у відставку з проханням зберегти право роботи в архівах, необхідне для створення «Історії Петра». Мотивом були вказані сімейні справи і неможливість постійної присутності в столиці. Прохання було прийнято з відмовою користуватися архівами, оскільки Пушкін формально був чиновником при Архіві Міністерства закордонних справ. Таким чином, Пушкін позбавлявся можливості продовжувати роботу. Слідуючи пораді Жуковського, Пушкін відкликав прохання. Пізніше Пушкін просив відпустку на 3-4 роки: влітку 1835 року він писав тещі, що збирається з усією родиною їхати в село на кілька років. Однак у відпустці йому було відмовлено, натомість Микола I запропонував піврічну відпустку і 10000 рублів, як було сказано, «на допомогу» (рос. «на вспоможение»). Пушкін їх не прийняв і попросив 30000 рублів з умовою утримання зі своєї платні, відпустку йому було надано на чотири місяці. Так на кілька років вперед Пушкін був пов'язаний службою в Петербурзі. Ця сума не покривала і половини боргів Пушкіна, з припиненням виплати платні доводилося сподіватися тільки на літературні доходи, які залежали від читацького попиту. Наприкінці 1834 року — початку 1835 року вийшли кілька підсумкових видань творів Пушкіна: повний текст «Євгенія Онєгіна» (у 1825—32 роках роман друкувався окремими главами), збірки віршів, повістей, поем, проте всі вони розходилися з трудом. Критика вже в повний голос говорила про здрібніння таланту Пушкіна, про кінець його епохи в російській літературі. Дві осені — 1834 року (в Болдіні) і 1835 року (у Михайлівському) були менш плідні. Втретє поет приїздив в Болдіно восени 1834 року по заплутаних справах маєтку і прожив там місяць, написавши лише «Казку про золотого півника». У Михайлівському Пушкін продовжував працювати над «Сценами з лицарських часів», «Єгипетськими ночами», створив вірш «Знову я відвідав».
Широкій публіці, яка переймалася падінням пушкінського таланту, було невідомо, що кращі його твори не були пропущені до друку, що в ті роки йшла постійна, напружена праця над великими задумами: «Історією Петра», романом про пугачовщину. У творчості поета назріли корінні зміни. Пушкін-лірик в ці роки стає переважно «поетом для себе». Він наполегливо експериментує тепер з прозовими жанрами, які не задовольняють його цілком, залишаються в задумах, начерках, чернетках, шукає нові форми літератури.

### «Современник»
За словами Сергія Соболевського:
«Думка про велике погодинне видання, яке стосувалося б по можливості всіх найголовніших сторін російського життя, бажання безпосередньо служити батьківщині пером своїм, займали Пушкіна майже безперервно в останні десять років його короткочасного терену ... Обставини заважали йому, і тільки в 1836 році він встиг виклопотати собі право на видання «Современника», але вже в розмірах дуже обмежених і тісних»Оригінальний текст (рос.)
«Мысль о большом повременном издании, которое касалось бы по возможности всех главнейших сторон русской жизни, желание непосредственно служить отечеству пером своим, занимали Пушкина почти непрерывно в последние десять лет его кратковременного поприща… Обстоятельства мешали ему, и только в 1836 г. он успел выхлопотать себе право на издание «Современника», но уже в размерах весьма ограниченных и тесных»

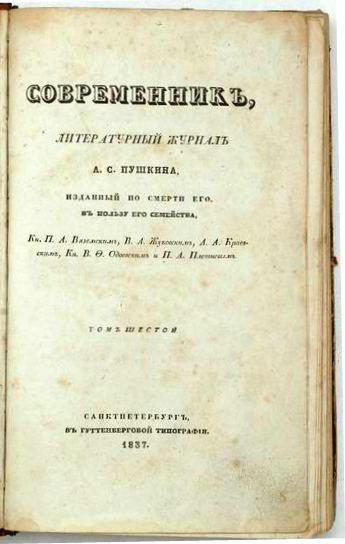
«Современник» (1837)

З часу закриття «Літературної газети» він домагався права на власне періодичне видання. Не були здійснені задуми газети («Щоденник»), різних альманахів і збірників, «Північного глядача», редагувати який повинен був В. Ф. Одоєвський. Разом з ним же Пушкін в 1835 році мав намір випускати «Сучасний літописець політики, наук і літератури». У 1836 році він отримав дозвіл на рік на видання альманаху. Пушкін розраховував також на дохід, який допоміг би йому розплатитися з найбільш нагальними боргами. Заснований в 1836 році журнал отримав назву «Современник». У ньому друкувалися твори самого Пушкіна, а також М. В. Гоголя, О. І. Тургенєва, В. А. Жуковського, П. А. В'яземського.
Проте, читацького успіху журнал не мав: до нового типу серйозного періодичного видання, присвяченого актуальним проблемам, що трактувалися по необхідності натяками, російській публіці треба було ще звикнути. У журналу виявилося всього 600 передплатників, що робило його нерентабельним для видавця, оскільки не покривалися ні друкарські витрати, ні гонорари співробітників. Два останніх томи «Современника» Пушкін більш ніж наполовину наповнював своїми творами, здебільшого анонімними. У четвертому томі «Современника» був, нарешті, надрукований роман «Капітанська дочка». Пушкін міг би випустити його окремою книжкою, тоді роман міг принести дохід, дуже необхідний йому. Однак він все ж вирішив опублікувати «Капітанську дочку» в журналі і не міг уже розраховувати на одночасний випуск її окремою книгою, в ті часи це було неможливо. Ймовірно, роман був поміщений в «Современник» під впливом Краєвського та видавця журналу, які побоювалися його краху. «Капітанська дочка» була прихильно прийнята читачами, але відгуків захоплених критиків про свій останній роман у пресі Пушкін не встиг побачити. Незважаючи на фінансову невдачу, Пушкін до останнього дня був зайнятий видавничими справами, «розраховуючи, наперекір долі, знайти і виховати свого читача».

### 1836—1837 роки
Навесні 1836 року після важкої хвороби померла Надія Осипівна. Пушкін, який зблизився з матір'ю в останні дні її життя, важко переносив цю втрату. Обставини склалися так, що він, єдиний з усієї родини, супроводжував тіло Надії Йосипівни до місця поховання в Святі гори. Це був його останній візит до Михайлівського. На початку травня по видавничих справах і для роботи в архівах Пушкін приїхав до Москви. Він сподівався на співпрацю в «Современнике» авторів «Московского наблюдателя». Однак Євген Баратинський, Погодін, Олексій Хомяков, Степан Шевирьов не поспішали з відповіддю, прямо не відмовляючи. До того ж Пушкін розраховував, що для журналу буде писати Віссаріон Бєлінський, який перебував в конфлікті з Погодіним. Відвідавши архіви Міністерства закордонних справ, він переконався, що робота з документами петровської епохи займе кілька місяців. За наполяганням дружини, яка чекала від дня на день пологів, Пушкін в кінці травня повертається до Петербурга.
За спогадами французького видавця і дипломата Франсуа Льове-Веймара, який побував влітку 1836 року в гостях у Пушкіна, той був захоплений «Історією Петра», ділився з гостем результатами своїх архівних пошуків і побоюваннями, як сприймуть читачі книгу, де цар буде показаний «таким, яким він був в перші роки свого царювання, коли він з люттю приносив все в жертву своїй меті». Дізнавшись, що Леве-Веймар цікавиться російськими народними піснями, Пушкін зробив для нього переклади одинадцяти пісень на французьку мову. На думку фахівців, які вивчали цю роботу Пушкіна, вона була виконана бездоганно.
Влітку 1836 року Пушкін створює свій останній поетичний цикл, названий за місцем написання (дача на Кам'яному острові) «кам'янноостровським». Точний склад циклу віршів невідомий. Можливо, вони призначалися для публікації в «Современнике», але Пушкін відмовився від неї, передбачаючи проблеми з цензурою. Три твори, безсумнівно належать циклу, пов'язані євангельської темою. Наскрізний сюжет віршів «Батьки пустельники і жони непорочні», «Як з дерева зірвався …» і «Мирській владі» — Страсний тиждень Великого посту. Ще один вірш циклу — «З Піндемонти» позбавлене християнської символіки, однак продовжує роздуми поета про обов'язки життя у мирі з собою і оточуючими людини, про зраду, про право на фізичну і духовну свободу. На думку Вадима Старка:
«У цьому вірші сформульовано ідеальне поетичне і людське кредо Пушкіна, вистраждане всім життям»Оригінальний текст (рос.)
«В этом стихотворении сформулировано идеальное поэтическое и человеческое кредо Пушкина, выстраданное всей жизнью»
В цикл, ймовірно, входили також «Коли за містом замислений я броджу», чотиривірш «Даремно я біжу до сіонських воріт» і, нарешті, (деякими дослідниками заперечується це припущення) «Пам'ятник» («Я пам'ятник собі створив нерукотворний …») — як зачину або, за іншими версіями, фіналу, — поетичний заповіт Пушкіна.

### Загибель

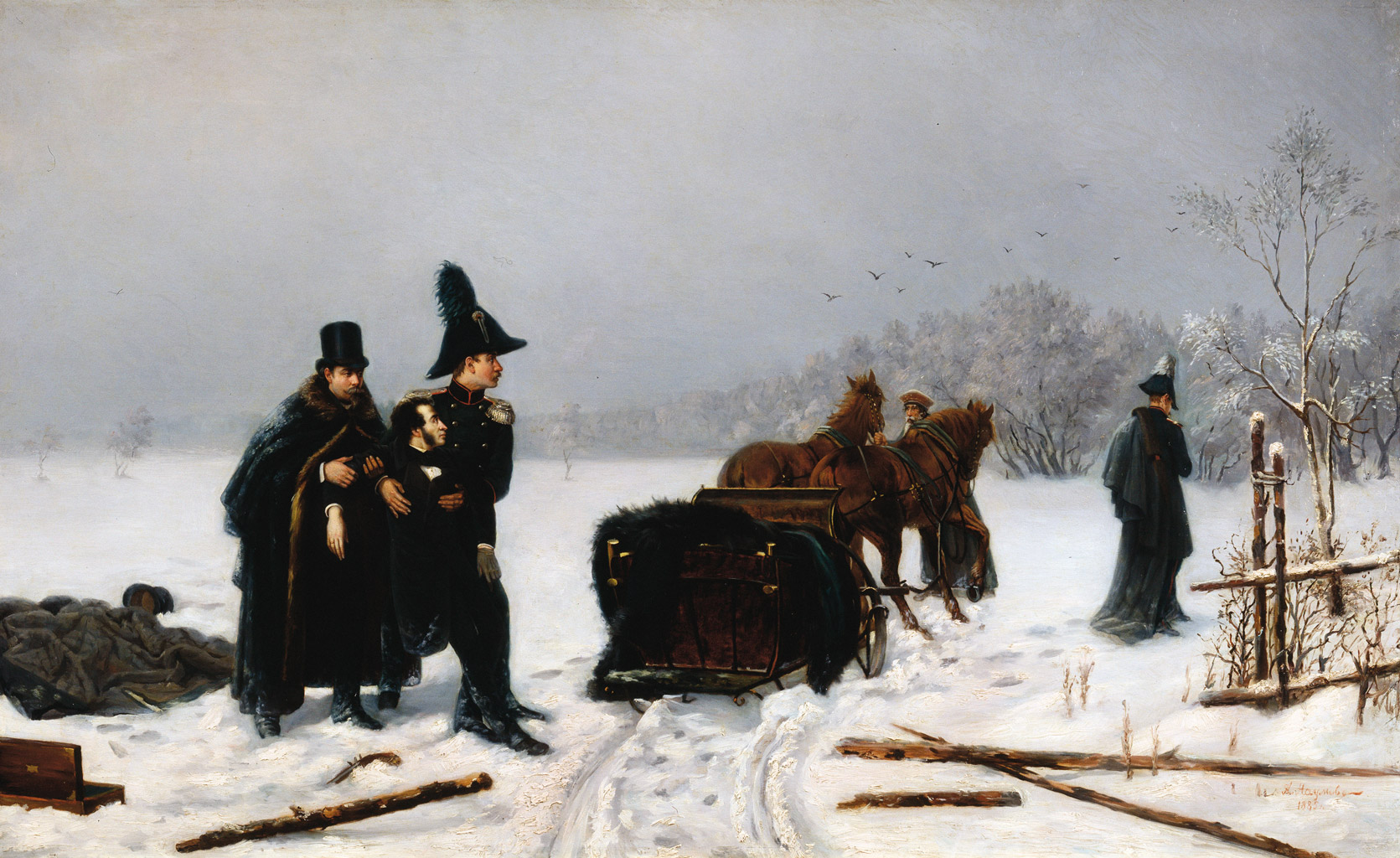
Дуель Пушкіна з Дантесом. Олексій Наумов (1884)

Нескінченні переговори з зятем про розподіл маєтку після смерті матері, турботи по видавничих справах, борги, і, головне, що стало нарочито явним, залицяння кавалергарда Жоржа Дантеса до його дружини, що спричинило пересуди у світському суспільстві, були причиною пригніченого стану Пушкіна восени 1836 року. 3 листопада його друзям був розісланий анонімний пасквіль з образливими натяками на адресу Наталії Миколаївни. Пушкін, який дізнався про листи на наступний день, був упевнений, що вони — справа рук Дантеса та його вітчима Геккерна. Увечері 4 листопада він послав виклик на дуель Дантеса. Геккерн (після двох зустрічей з Пушкіним) домігся відстрочки дуелі на два тижні. Зусиллями друзів поета, і, перш за все, Жуковського і тітки Наталії Миколаївни К. Загряжської, дуелі вдалося запобігти. 17 листопада Дантес зробив пропозицію руки сестрі Наталії Миколаївни Катерині Гончарової. У той же день Пушкін послав своєму секунданту В. О. Соллогубу лист з відмовою від дуелі. Шлюб припинив конфлікт. Дантес, зустрічаючись з Наталею Миколаївною у світі, переслідував її. Розпускалися чутки про те, що Дантес одружився з сестрою Пушкіної, щоб врятувати репутацію Наталії Миколаївни. За свідченням Костянтина Данзаса, дружина пропонувала Пушкіну залишити на час Петербург, але той, «втративши всяке терпіння, вирішив закінчити інакше». Пушкін послав 26 січня (7 лютого) 1837 року Луї Геккерну «надзвичайно образливого листа». Єдиною відповіддю на нього міг бути тільки виклик на дуель, і Пушкін це знав. Формальний виклик на дуель від Геккерна, схвалений Дантесом, був отриманий Пушкіним в той же день через аташе французького посольства віконта Лорана Д'Аршака. Так як Геккерн був послом іноземної держави, він не міг битися на дуелі — це означало б негайний крах його кар'єри.
Дуель з Дантесом відбулася 27 січня на Чорній річці. Пушкін був поранений: куля перебила шийку стегна і проникла в живіт. Для того часу поранення було смертельним. Пушкін дізнався про це від лейб-медика Арендта, який, поступаючись його наполяганням, не приховував справжній стан справ.
Перед смертю Пушкін, приводячи в порядок свої справи, обмінювався записками з Імператором Миколою I. Записки передавали двоє людей:
- Василь Жуковський — поет, на той момент вихователь спадкоємця престолу, майбутнього імператора Олександра II.[100]
- Микола Арендт — лейб-медик імператора Миколи I, лікар Пушкіна.

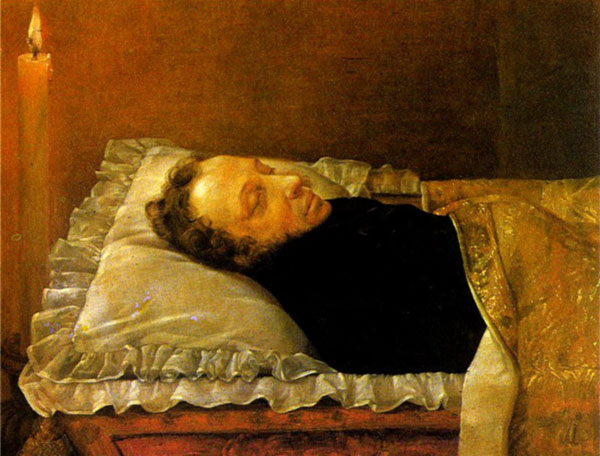
Пушкін на смертному одрі. О. О. Козлов (1837)

Поет просив вибачення за порушення царської заборони на дуелі:
«... чекаю царського слова, щоб померти спокійно ...»Оригінальний текст (рос.)
«…жду царского слова, чтобы умереть спокойно…»
Цар:
«Якщо Бог не велить нам вже побачитися на тутешньому світі, посилаю тобі моє прощення і моя остання порада померти християнином. Про дружину і дітей не турбуйся, я беру їх на свої руки».
— Вважається, що цю записку передав Жуковський
Оригінальний текст (рос.)
«Если Бог не велит нам уже свидеться на здешнем свете, посылаю тебе моё прощение и мой последний совет умереть христианином. О жене и детях не беспокойся, я беру их на свои руки».
Микола бачив в Пушкіні небезпечного «вождя вільнодумців» (в зв'язку з цим було вжито заходів, щоб відспівування і похорони пройшли якомога більш скромно) і згодом запевняв, що «ми насилу довели його до смерті християнської», що не відповідало дійсності: ще до отримання царської записки поет, дізнавшись від лікарів, що його рана смертельна, послав за священником, щоб причаститися. 29 січня (10 лютого), в п'ятницю, о 14:45 Пушкін помер від перитоніту. Микола I виконав обіцянки, дані поетові.
Розпорядження царя:

1. Заплатити борги.

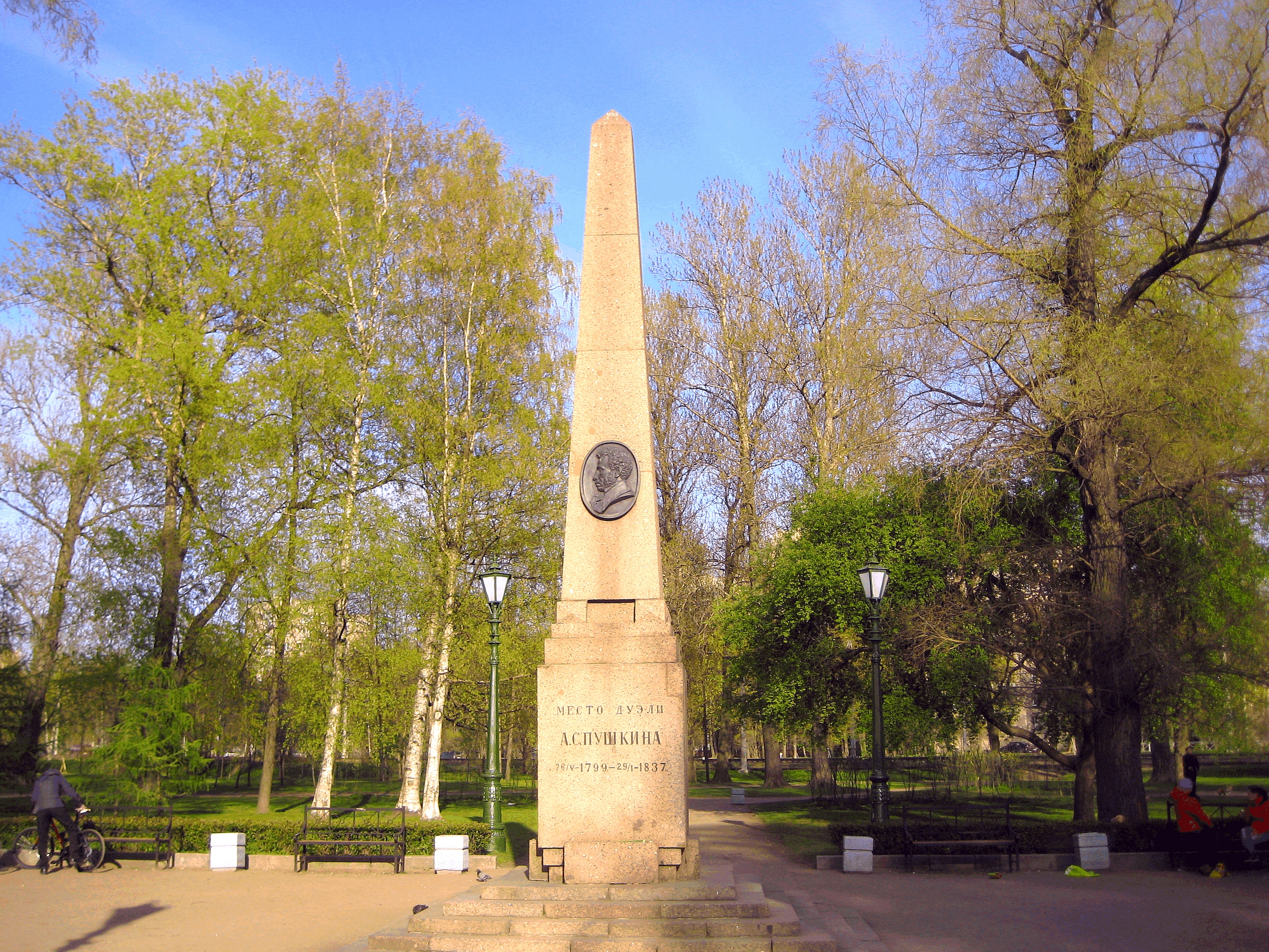
Пам'ятна стела на місці дуелі.

2. Закладений маєток батька очистити від боргу.

3. Вдові пенсіон і дочці до заміжжя.

4. Синів в пажі і по 1500 рублів на виховання кожного до вступу на службу.

5. Твори видати на казенний рахунок на користь вдови і дітей.

6. Одноразово 10 000 рублів.Оригінальний текст (рос.)
1. Заплатить долги.

2. Заложенное имение отца очистить от долга.

3. Вдове пенсион и дочери по замужество.

4. Сыновей в пажи и по 1500 рублей на воспитание каждого по вступление на службу.

5. Сочинения издать на казённый счёт в пользу вдовы и детей.

6. Единовременно 10 000 рублей.

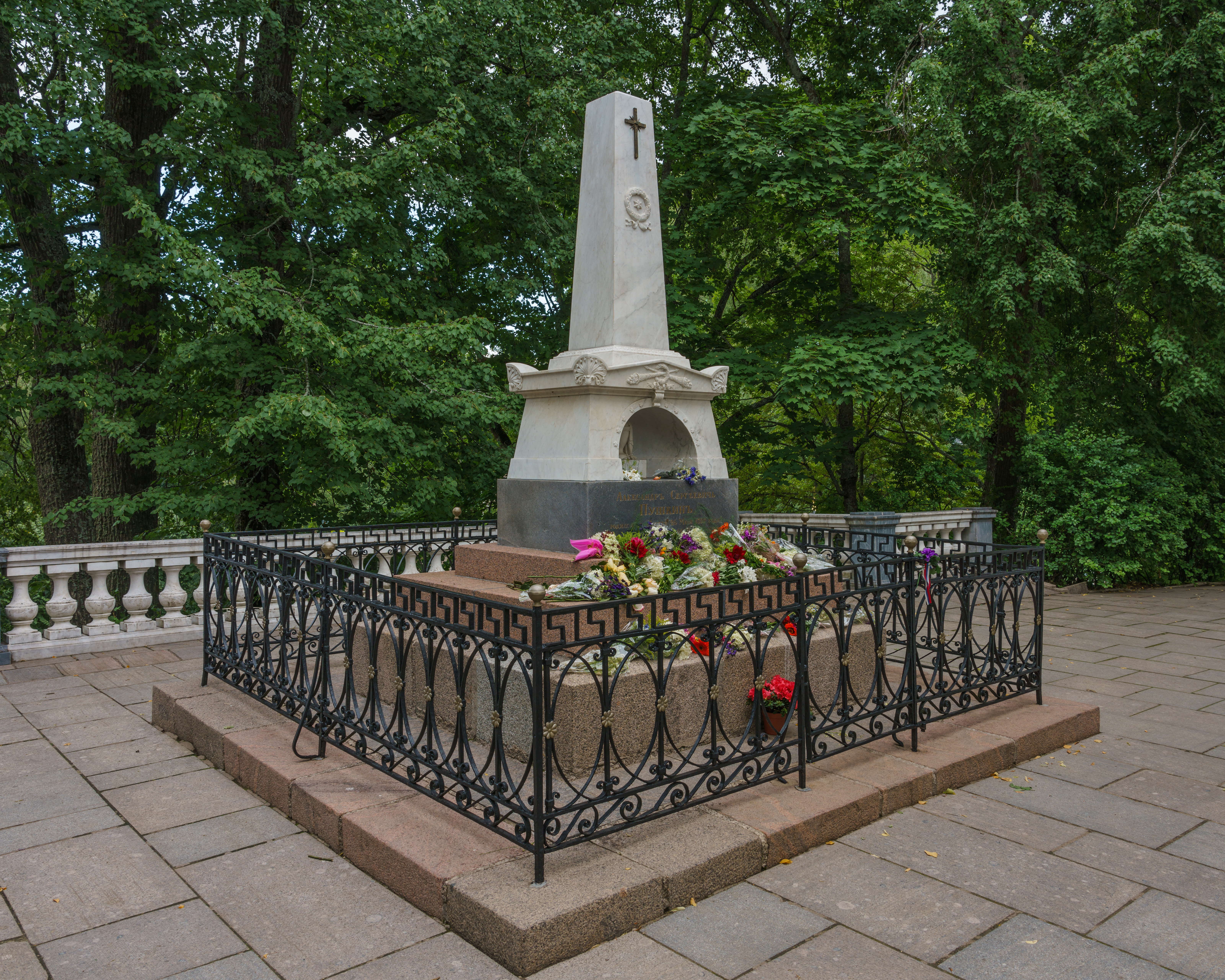
Могила Пушкіна

За бажанням дружини Пушкіна поклали в труну не в камер-юнкерського мундирі, а у фраку. Відспівування, призначене у церкві Адміралтейства, яку тоді називали Ісаакіївським собором, за назвою однієї з прибудов, було перенесено в Конюшенну церкву. Церемонія відбувалася при великому скупченні народу, до церкви пускали за запрошеннями.
«Тут же, за звичаєм, були і безглузді розпорядження. Народ обдурили: сказали, що Пушкіна будуть відспівувати в Ісаакіївському соборі, — так було означено і на білетах, а тим часом тіло було з квартири винесено вночі, потайки, і поставлено в Конюшенній церкві. В університеті отримано суворе розпорядження, щоб професори не відлучалися від своїх кафедр та студенти були присутні б на лекціях. Я не втримався і висловив піклувальнику свою скорботу з цього приводу. Росіяни не можуть оплакувати свого співгромадянина, який зробив їм честь своїм існуванням!»Оригінальний текст (рос.)
«Тут же, по обыкновению, были и нелепейшие распоряжения. Народ обманули: сказали, что Пушкина будут отпевать в Исаакиевском соборе, — так было означено и на билетах, а между тем тело было из квартиры вынесено ночью, тайком, и поставлено в Конюшенной церкви. В университете получено строгое предписание, чтобы профессора не отлучались от своих кафедр и студенты присутствовали бы на лекциях. Я не удержался и выразил попечителю своё прискорбие по этому поводу. Русские не могут оплакивать своего согражданина, сделавшего им честь своим существованием!» — Зі «Щоденника» О. В. Нікітенка
Після труну спустили в підвал, де він перебував до 3 лютого, до відправлення у Псков. Супроводжував тіло Пушкіна О. І. Тургенєв. У листі до губернатора Пскова О. М. Пещурова статс-секретар III Відділення О. М. Мордвинов за дорученням Бенкендорфа і імператора вказував на необхідність заборонити «всяке особливе виявлення, всяку зустріч, одним словом будь-яку церемонію, крім того, що зазвичай за нашим церковним обрядом виконується при похованні тіла дворянина». Олександр Пушкін похований на території Святогорського монастиря Псковської губернії. У серпні 1841 року за розпорядженням Н. М. Пушкіної на могилі було встановлено надгробок роботи скульптора Олександра Пермагорова (1786—1854).

### Нащадки Пушкіна
Пушкін залишив четверо дітей: два сина — Олександр (1833—1914) та Григорій (1835—1905) і дві дочки — Марія (1832—1919) та Наталія (1836—1913). Тільки двоє дітей Пушкіна залишили нащадків — Олександр і Наталія. Нащадки поета живуть зараз по всій земній кулі: в США, Англії, Німеччини, Бельгії. Близько п'ятдесяти з них проживають в Росії, в тому числі Тетяна Іванівна Лукаш, прабабуся якої (внучка Пушкіна) була одружена з внучатим племінником Гоголя. Зараз Тетяна живе в Клину.
Олександр Олександрович Пушкін — останній прямий нащадок поета по чоловічій лінії, проживає в Бельгії.

## Зовнішність і звички

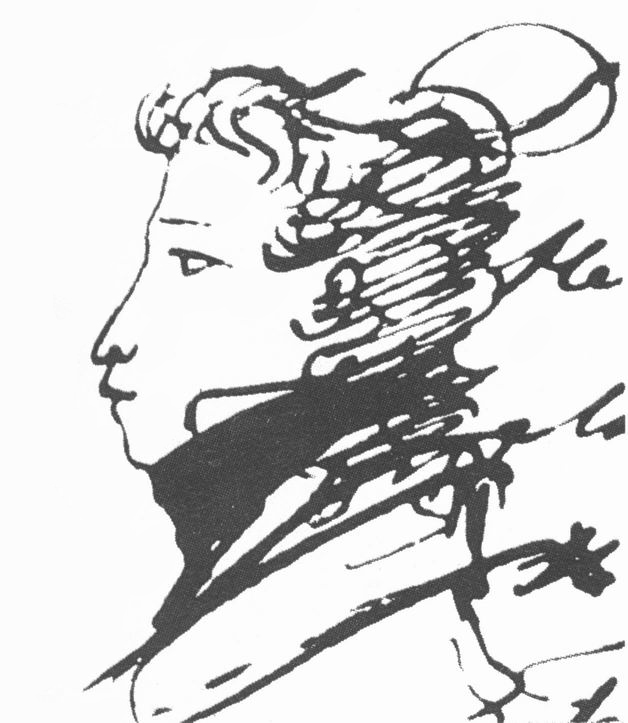
Автопортрет Пушкіна

Про зовнішність Пушкіна у сучасників склалися різні думки. Люди, які знали поета відзначали його невеликий зріст, за словами рідного брата: «Пушкін був собою дурний, але обличчя його було виразне і натхненне; зростом він був малий». Його зріст був виміряний художником Григорієм Чернєцовим 15 квітня 1832 року й становив 2 аршини і 5 з половиною вершків, тобто 166,7 см. Інші дані вказують на зріст в 2 аршини і 4 вершки (близько 160 см). Вяземський зазначав, що, буваючи в світі, Пушкін не любив стояти поряд з дружиною (зріст Наталії Миколаївни був 173 см) і «жартома казав, що йому біля неї бути принизливо: такий малий був він в порівнянні з її зростом». М. П. Погодін згадував про першу зустріч з Пушкіним: «Очікуваний нами величний жрець високого мистецтва — це був середнього зросту, майже низенький чоловічок…». Більшою мірою відгуки про зовнішність Пушкіна залежать від ставлення до нього. У загальноприйнятому розумінні Пушкіна ніхто не називав красивим, проте багато відзначали, що риси його обличчя робилися прекрасними, коли ставали віддзеркаленням його натхненності. М. В. Юзефович особливо звертав увагу на очі Пушкіна, «в яких, здавалося, відбивалося все прекрасне в природі». Від природи Пушкін був добре складений, і це визнавали всі сучасники — «плечистий і тонкий в талії». Сам він з деяким кокетством відзначав: «…мірявся поясом з Євпраксією, і талії наші виявилися однаковими. Виходить з двох одне: або я маю талію 15-річної дівчини, або вона талію 25-річного чоловіка». Л. П. Нікольська, яка зустріла у 1833 році Пушкіна на обіді у нижегородського губернатора, так описує його:
«Трохи смагляве обличчя його було оригінально, але некрасиве: великий відкритий лоб, довгий ніс, товсті губи — взагалі неправильні риси. Але що у нього було чудове — це темно-сірі з синюватим відливом очі — великі, ясні. Не можна передати вираз цих очей: якесь пекуче, і при тому, пестливе, приємне. Я ніколи не бачила обличчя більш виразного: розумне, добре, енергійне. <…> Він добре говорить: ах, скільки було розуму і життя в його не штучній мові! А який він веселий, люб'язний, принадність! Цей дурняшка міг подобатися…»Оригінальний текст (рос.)
Немного смуглое лицо его было оригинально, но некрасиво: большой открытый лоб, длинный нос, толстые губы — вообще неправильные черты. Но что у него было великолепно — это тёмно-серые с синеватым отливом глаза — большие, ясные. Нельзя передать выражение этих глаз: какое-то жгучее, и при том ласкающее, приятное. Я никогда не видела лица более выразительного: умное, доброе, энергичное. <…> Он хорошо говорит: ах, сколько было ума и жизни в его неискусственной речи! А какой он весёлый, любезный, прелесть! Этот дурняшка мог нравиться…
Протягом життя Пушкін постійно прагнув підтримувати хорошу фізичну форму: влітку плавав у річці, взимку перед сніданком любив приймати ванну з льодом як «другу матір», на що вказують його рядки: «Вранці встану, піду в лазню, проб'є кулаком лід в ванні, сяде, обіллється, та й назад…» Майже щодня стріляв з пістолета в ціль, добре бився на рапірах і мав славу великого шанувальника верхової їзди. За свідченням Вяземського, Пушкін у 1827 році вчив його «боксувати по-англійськи». Любив Пушкін і прогулянки з тростинкою, яку він «з легкістю підкидав», її вага була 9 фунтів (приблизно 3,5 кг), за свідченням інших — вдвічі важче. До всього іншого Пушкін намагався дотримуватися певного розпорядку дня: «Прокидаюся о сьомій, п'ю каву… О третій годині сідаю верхи, в п'ять у ванну і потім обідаю картоплею та гречаною кашею. До дев'яти — читаю. Ось мій день…».

## Творчість Пушкіна

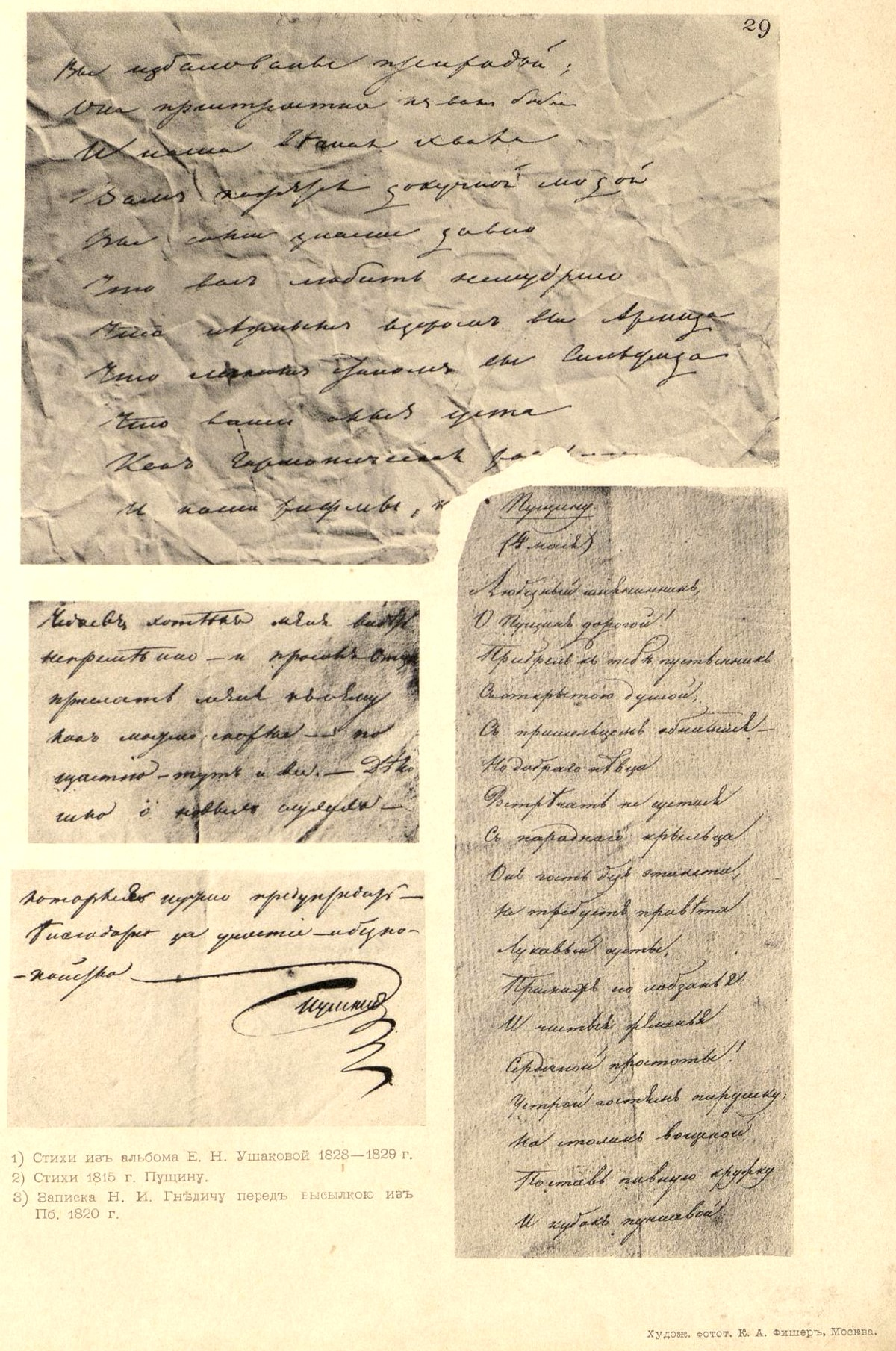
Пушкін. Оригінали віршів та записок. 1815—20-ті років.

### Літературна репутація і культурна роль Пушкіна
Олександр Сергійович Пушкін має репутацію великого або видатного російського поета, зокрема, так його називають «Енциклопедичний словник Брокгауза і Єфрона», «Російський біографічний словник», «Літературна енциклопедія», енциклопедія «Кругосвет», «Британська енциклопедія» («greatest poet»). В філології Пушкін розглядається як творець сучасної російської літературної мови (див. наприклад, роботи В. В. Виноградова), а «Коротка літературна енциклопедія» (автор статті С. С. Аверінцев) говорить про еталонність його творів, подібно творам Данте в Італії чи Гете в Німеччині. Д. С. Лихачов писав про Пушкіна як про «наше видатне національне надбання».
Ще за життя поета стали іменувати генієм, в тому числі друковано. З другої половини 1820-х років він став вважатися «першим російським поетом» (не тільки серед сучасників, але й серед російських поетів всіх часів), а навколо його особистості серед читачів склався справжній культ. З іншого боку, у 1830-ті роки (після його поеми «Полтава») мало місце і певне охолодження частини читаючої публіки до Пушкіна.
Володимир Одоєвський в некролозі на смерть Пушкіна дав йому образне визначення «Сонце нашої поезії», яке стало крилатим висловом в формі «Сонце російської поезії». У статті «Кілька слів про Пушкіна» (1830-ті роки) М. В. Гоголь писав, що «Пушкін є явище надзвичайне і, можливо, єдине явище російського духу: це російська людина в її розвитку, у якому він, може бути, з'явиться через двісті років». Критик і філософ-західник В. Г. Бєлінський назвав його «першим поетом-художником Росії». Ф. М. Достоєвський відзначав, що «в „Онєгіні“, у цій безсмертній і недосяжній поемі своїй, Пушкін з'явився великим народним письменником, як до нього ніколи і ніхто» і говорив про «вселенськість і вселюдяність його генія». Найбільшу ємну характеристику запропонував Аполлон Григор'єв (1859): «А Пушкін — наше все».

### Вивчення Пушкіна
Осмислення Пушкіна в російській культурі ділиться на два напрямки — художньо-філософське, есеїстичне, засновниками якого були Микола Гоголь і Аполлон Григор'єв (у цьому ряду — багато російських письменників, включаючи Федора Достоєвського, Марину Цвєтаєву і Олександра Солженіцина, і філософи), і наукове історико-біографічне, закладене Павлом Анненковим і Петром Бартенєвим. Розквіт наукової пушкіністики в Росії початку XX століття пов'язаний зі створенням Пушкінського дому у 1905 році, Пушкінського семінарію у 1908 році, появою серійних публікацій про Пушкіна. За радянських часів в умовах обмежень вивчення ідеології Пушкіна великий розвиток отримала пушкінська текстологія і дослідження його стилю. Ряд важливих досягнень пов'язаний з пушкіністикою за кордоном (Польща, Франція, США тощо), зокрема в російській еміграції.

#### Узагальнений опис особливостей пушкінських ямбів
Б. В. Томашевським було проведено статистичне дослідження досить великої кількості пушкінських текстів. В результаті було встановлено, що між числом стоп (парних складів) у ямбі ({\displaystyle x}) і середньою кількістю пірихіїв в одному віршованому рядку ({\displaystyle y}) існує цілком певна відповідність: 
Це означає, що кількість пірріхіїв прямо пропорційна числу парних складів у рядку мінус склад, що римує, оскільки він не бере участі в розподілі пірихіїв.

### Заперечення значення творчості Пушкіна і критика його культу
Публіціст-«шістдесятник» і літературний критик Дмитро Писарєв заперечував значення творчості Пушкіна для сучасності: «Пушкін користується своєю художньою віртуозністю, як засобом посвятити всю читацьку Росію в сумні таємниці своєї внутрішньої порожнечі, своєї духовної убогості та свого розумового безсилля». На тій же позиції стояли й багато нігілістів 1860-х років, такі, як Максим Антонович і Варфоломій Зайцев.
Неоднозначно ставився до Пушкіна Лев Толстой, вагаючись від повного захоплення і до повної зневаги. Згідно з щоденником Олександра Жиркевича, Толстой при зустрічі з ним у грудні 1890 говорив:
Пушкін був, як киргиз ... Пушкіним все досі захоплюються. А вдумайтеся лише у уривок з його Євгена Онєгіна, поміщений у всіх хрестоматіях для дітей: Зима. Селянин, тріумфуючи ... ». Що ні строфа, то нісенітниця! …Це писав великий Пушкін, безперечно, розумна людина, писав тому, що був молодий і, як киргиз, співав замість того, щоб говорити:424Оригінальний текст (рос.)
Пушкин был, как киргиз… Пушкиным все до сих пор восхищаются. А вдумайтесь только в отрывок из его «Евгения Онегина», помещённый во всех хрестоматиях для детей: «Зима. Крестьянин, торжествуя…». Что ни строфа, то бессмыслица! …Это писал великий Пушкин, несомненно, умный человек, писал потому, что был молод и, как киргиз, пел вместо того, чтобы говорить
Володимир Маяковський, Давид Бурлюк, Велемир Хлєбников, Олексій Кручоних, Бенедикт Лівшиць закликали «кинути Пушкіна [разом з низкою інших класиків, зокрема Достоєвського, Толстого] з пароплава сучасності» в маніфесті футуристів 1912 року у поетичній збірці «Ляпас суспільному смаку». Далі в маніфесті говорилося: «Хто не забуде свого першого кохання, не буде знати останнього» (парафраз слів Тютчева на смерть Пушкіна: «Тебе, як перше кохання, Росії серце не забуде»). Водночас найвищу оцінку творчості Пушкіна давали Інокентій Анненський, Анна Ахматова, Марина Цвєтаєва, Олександр Блок.
На думку журналіста Соломона Волкова, з 1937 року в СРСР офіційна ідеологія насаджувала «культ Пушкіна».

### Твори
| - Руслан і Людмила (1817 — 1820) - Кавказький бранець (1820 — 1821) - Гавриїліада (1821) - Вадим (1821 — 1822) - Брати розбійники (1821—1822) - Бахчисарайський фонтан (1821 — 1823) - Цигани (1824) - Граф Нулін (1825) - Полтава (1828 — 1829) - Тазит (1829 — 1830) - Будиночок у Коломні (1830) - Єзерський (1832) - Анджело (1833) - Мідний вершник (1833) - Євгеній Онєгін (1823—1832) - Борис Годунов (1825) - Скупий лицар (1830) - Моцарт і Сальєрі (1830) - Кам'яний гість (1830) - Бенкет у чуму (1830) - Русалка (1829—1832) - 1813–1825 - 1826–1836 | - Арап Петра Великого (1827) - Роман в листах (1829) - Повісті покійного Івана Петровича Бєлкіна (1830) - Постріл - Заметіль - Трунар - Станційний доглядач - Панночка-селянка - Історія села Горюхіна (1830) - Рославлєв (1831) - Дубровський (1833) - Пікова дама (1834) - Історія Пугачова (1834) - Кирджалі (1834) - Єгипетські ночі (1835) - Подорож в Арзрум під час походу 1829 року (1835) - Капітанська дочка (1836) - Наречений (1825) - Казка про попа і наймита його Балду (1830) - Казка про ведмедиху (1830 — 1831) - Казка про царя Салтана (1831) - Казка про рибака та рибку (1833) - Казка про мертву царівну і про сім богатирів (1833) - Казка про золотого півника (1834) |

### Зібрання творів

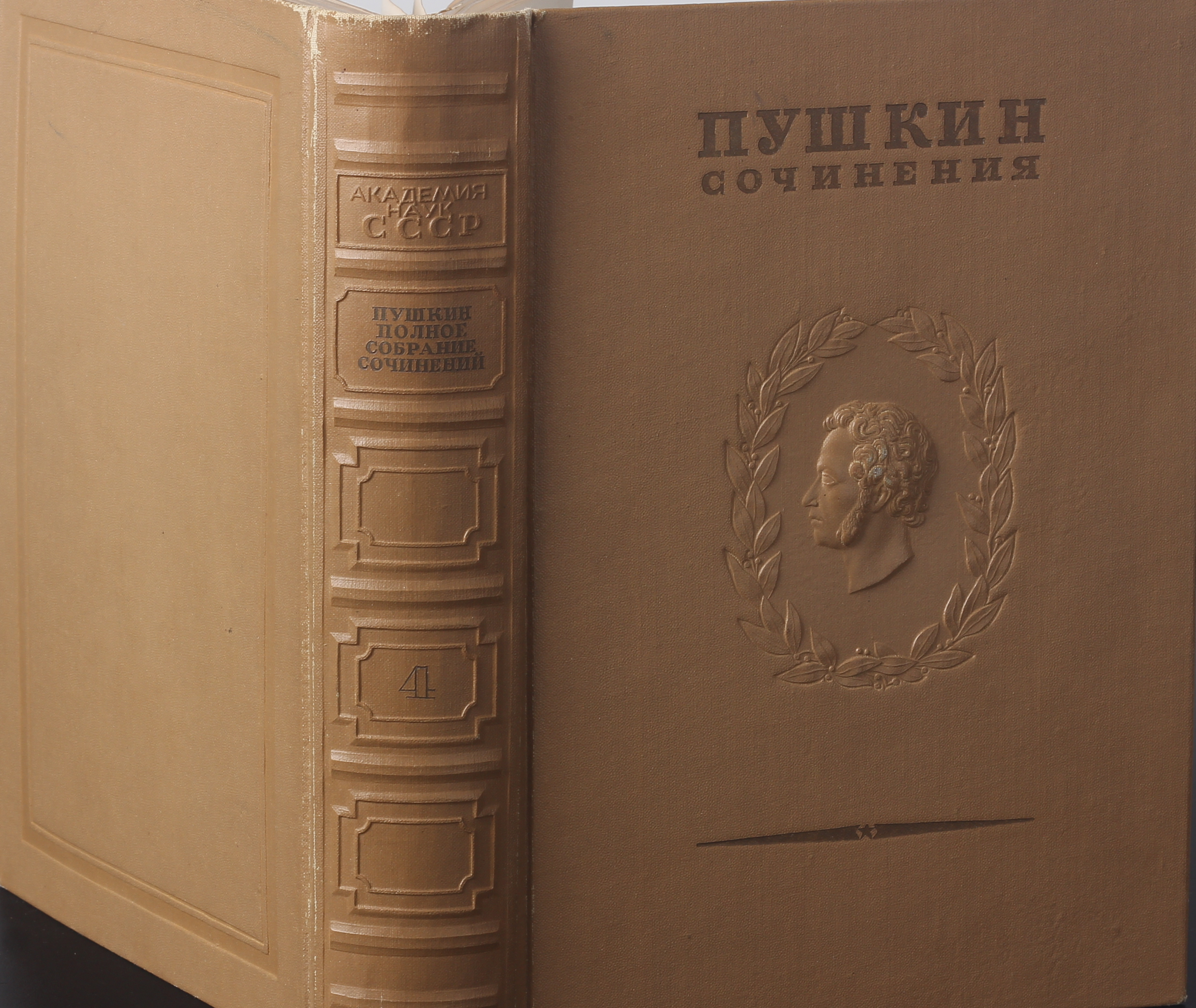
Повне академічне зібрання творів Пушкіна. Видання 1937 року.

Перше посмертне видання творів Пушкіна (1838) в восьми томах, випущене на користь спадкоємців, включало лише ті твори, які були опубліковані за його життя. Видання друкувалося «під особливим наглядом міністра Народної Освіти», у відомстві якого перебувала цензура. За відгуком С. О. Соболевського воно вийшло «кепсько за милостю Атрешкова». Були допущені численні помилки, поправки, пропуски, спотворення текстів Пушкіна, видання не було повним навіть у заявленому обсязі. У 1841 році вийшли три додаткових томи (9-11). До початку 1846 року ця зібрання творів практично всі були розпродані.
Нове зібрання творів було задумано лише як повторення видання 1838—1841 років. Однак ці плани не здійснилися. Взимку 1849—1850 років вдова поета, яка на той час одружилася з Петром Ланським, звернулася за порадою з приводу нового видання до Павла Анненкова. Анненков, який отримав в своє розпорядження всі рукописи Пушкіна, що зберігалися у Ланської, спочатку не наважувався взятися за настільки серйозну справу. Умовили його брати Іван  і Федір, які ознайомилися з паперами. 21 травня 1851 року Ланська за договором передала І. В. Анненкову права на видання. Брати П. Анненкова наполягли на тому, щоб він взяв справу в свої руки. П. Анненков також прийшов до рішення написати біографію поета. М. Добролюбов так відгукнувся на появу зібрання творів Пушкіна 1855—1857 років: «Росіяни <…> давно вже полум'яно бажали нового видання його творів, гідного його пам'яті, і зустріли підприємство Анненкова із захопленням і вдячністю». Незважаючи на всі цензурні перешкоди, Анненков здійснив перше критично підготовлене зібрання творів Пушкіна. Видання Анненкова з доповненнями і змінами було двічі повторено Г. М. Геннаді (1859—1860, 1869—1871).
Після 1887 року, коли закінчився термін дії прав на твори Пушкіна для його спадкоємців, з'явилися різноманітні доступні видання, які не мали, однак, важливого наукового значення. Найбільш повним із випущених на початку XX століття стало зібрання творів Пушкіна (1903—1906) під редакцією П. О. Морозова.
Випуск Повного академічного зібрання творів Пушкіна в 16 томах був приурочений до столітньої річниці (1937) від дня смерті поета, проте, з об'єктивних причин, робота над ним розтягнулася на багато років. Це видання поєднало працю всіх найвизначніших вчених-пушкіністів того часу. Зібрання творів у 16 томах по теперішній час залишається найповнішим випуском творів Пушкіна, в науковій літературі при цитуванні пушкінських текстів прийнято посилатися саме на нього. У плані текстологічних досліджень зібрання стало орієнтиром для інших академічних видань російських письменників. Проте в це «Повне» видання не увійшли томи з малюнками Пушкіна і текстами, які складали збірку «Рукою Пушкіна». За цензурних міркувань не була опублікована балада «Тінь Баркова». Докладні коментарі до пушкінських текстів, які на думку влади затримували все видання, були опущені, це один з найголовніших недоліків шістнадцятитомнику.

### Видання листів
У 1926 і 1928 роках вийшли два томи видання листів Пушкіна (1815—1830), здійсненого Б. Л. Модзалевським. Третій том (1935, листи 1831—1833 років) вже після смерті Модзалевського підготував до друку його син Л. Б. Модзалевський. Безперечна цінність тритомника листів полягає в збереженні пушкінської орфографії і пунктуації. Великий коментар до листів являє собою повноцінну енциклопедію життя і творчості Пушкіна і пушкінської епохи взагалі. До недоліків цього видання належить виключення з текстів листів ненормативної лексики. Видання 1969 року «О. С. Пушкін. Листи останніх років» (загальна редакція М. В. Ізмайлова) авторську орфографію і пунктуацію не відтворює. До теперішнього часу єдиним виданням листів Пушкіна, що зберегло оригінальний текст, є «Листування» в трьох томах за редакцією В. І. Саїтова (Імператорська Академія Наук, 1906—1911). «Листування» вийшло невеликою кількістю примірників і поширювалася виключно серед членів Академії. У 2013 році видавництво «Слово» здійснило репринтне видання «Листування».

## Роль Пушкіна у створенні сучасної російської мови
У 20-30 роках ХІХ століття відбулося формування сучасної літературної російської мови. Її творцем визнається Пушкін, його твори вважаються енциклопедією зразків застосування російської. Проте процес вироблення адекватної оцінки ролі Пушкіна, як творця сучасної мови йшов досить довго. Він вимагав накопичення значного обсягу знань про факти та явища російської мови часу до Пушкіна, епохи Пушкіна і після нього, докладного аналізу цих фактів, та відповідного розвитку лінгвістики російської мови, на що пішло, близько 120 років. Ні наприкінці ХІХ століття, ні у перше десятиліття XX століття — це питання не виникало. Навіть на початку 40-х років XX століття не всі вважали Пушкіна як основоположника сучасної російської літературної мови. Остаточним визнанням такої ролі Пушкіна можна вважати видання статті відомого дослідника російської В. В. Виноградова, яке так і називалася «О. С. Пушкін — основоположник російської літературної мови» («Вісті академії наук СРСР». Відділення літератури та мови, 1949, том VIII, вип. 3).
Разом з цим новації О. С. Пушкіна в галузі російської мови увійшли до практики за історичними мірками дуже швидко. Так, нововведення в галузі морфології та синтаксису були зафіксовані О. Х. Востоковим в його «Російській граматиці», що вийшла 1831 року і пережила згодом 28 видань, і відразу стали загальнообов'язковою нормою.
Незважаючи на суттєві зміни, що відбулися у мові за майже двісті років, що минули з часу створення її найкрупніших творів, і явні стилістичні відмінності мови Пушкіна та сучасних письменників, система сучасної російської мови, її граматичний, фонетичний та лексико-фразеологічний устрій у своєму основному ядрі залишилися і продовжують залишатися та розвиватися у межах тих норм, що сформував Пушкін.

## Погляди Пушкіна

### Політичні погляди
Пушкіна завжди цікавили політичні питання. В молодості його погляди були досить радикальними[уточнити], але у зв'язку з поразкою повстання Іпсіланті у 1821 році, революцій в П'ємонті і Неаполі у 1821 році, революції в Іспанії у 1823 році він розчарувався в революційних ідеалах.
Перебуваючи на засланні в Михайлівському, після придушення повстання декабристів, Пушкін вирішив вступити з урядом в «лояльні, договірні відносини», щоб вирватися з Михайлівського, покінчити з минулим. За словами Георгія Федотова написавши вірш «Станси», Пушкін уклав поетичний договір з Миколою I, запропонувавши йому ідеал Петра I.
Як зазначає Георгій Федотов, Пушкін завжди був «співаком імперії». Він прославляв завоювання росіянами Кавказу, під час польського повстання 1830—1831 років написав начинені імперським пафосом вірші «Наклепникам Росії» і «Бородінська річниця». За словами Г. Федотова, «початок правди надто часто в віршах поета, як і в житті держави — відступає перед чарівністю сили, що торжествує».
Г. Федотов писав:
«Консервативна, свободоненавистницька Росія оточувала Пушкіна в його останні роки; вона створювала те політичне повітря, яким він дихав, у якому він часом задихався. Волелюбна, але бездержавна Росія народжується в ті ж тридцяті роки з гуртком Герцена, з листами Чаадаєва. З дуже малою похибкою можна стверджувати: російська інтелігенція народжується в рік смерті Пушкіна. Вільнодумець, бунтар, декабрист, — Пушкін ні в одну мить свого життя не може бути поставлений у зв'язок з цією чудовою історичної формацією — російською інтелігенцією. Всіма своїми коренями він йде в XVIII століття, яке ним закінчується»Оригінальний текст (рос.)
«Консервативная, свободоненавистническая Россия окружала Пушкина в его последние годы; она создавала тот политический воздух, которым он дышал, в котором он порой задыхался. Свободолюбивая, но безгосударственная Россия рождается в те же тридцатые годы с кружком Герцена, с письмами Чаадаева. С весьма малой погрешностью можно утверждать: русская интеллигенция рождается в год смерти Пушкина. Вольнодумец, бунтарь, декабрист, — Пушкин ни в одно мгновение своей жизни не может быть поставлен в связь с этой замечательной исторической формацией — русской интеллигенцией. Всеми своими корнями он уходит в XVIII век, который им заканчивается»
С. Л. Франк називає «дивовижним за історичною та духовною мудрістю» лист О. С. Пушкіна П. Я. Чаадаєву від жовтня 1836 року і особливо виділяє ту його частину, де Пушкін пише про крайнє своє небажання міняти батьківщину і мати іншу російську історію. Франк пише:
«Загальним фундаментом політичного світогляду Пушкіна було національно-патріотичний розумонастрій, оформлений як державна свідомість»Оригінальний текст (рос.)
«Общим фундаментом политического мировоззрения Пушкина было национально-патриотическое умонастроение, оформленное как государственное сознание»

### Природничо-наукові погляди
Академік М. Алексєєв у праці «Пушкін і наука його часу» говорив про необхідність вивчати питання про ставлення Пушкіна до природничих наук. Пушкін, на думку Алексєєва, вірив в науку і був далекий від односторонніх позитивних або негативних оцінок науки. Пушкін стежив за розвитком науки, про що свідчать, наприклад, його слова в передмові до видання восьмої і дев'ятої глав «Євгенія Онєгіна»: «… відкриття великих представників старовинної астрономії, фізики, медицини і філософії постаріли і кожен день замінюються іншими».
Під час навчання в Царськосільському ліцеї Пушкін, як й інші ліцеїсти (Іллічевський, Корф, Дельвіг) протиставляв науку поезії, але в «Уривках з листів, думок і зауважень» (1827) він вже стверджував, що натхнення потрібне як в поезії, так і в геометрії. Алексєєв знаходить подібність цього твердження з виголошеною у 1826 році промовою М. Лобачевського про уявну геометрію. Прикладом вирішення конфлікту науки і поезії Пушкін вважав творчість М. Ломоносова, який, за словами Пушкіна, «обняв всі галузі освіти»: історію, риторику, хімію, мінералогію, поезію.
Пушкін цікавився астрономією: зокрема, в його бібліотеці знаходилася книга англійського астронома Д. Гершеля. До фрагмента про нерухому землю в своїх «Наслідуваннях Корану» (1824) Пушкін додав примітку: «Погана фізика; але зате яка смілива поезія!». Цій же темі присвячена епіграма «Рух» («руху немає, сказав мудрець бородатий…»; 1825), в якій Пушкін, за припущенням Алексєєва, полемізує з ідеалістичною філософією В. Одоєвського і зображує історію європейської науки від античності до Відродження.
Пушкін був знайомий з винахідником електромагнітного телеграфу П. Шиллінгом, і з цим знайомством може бути пов'язана поява уривка «О скільки нам відкриттів дивних…» (1829), у якому проявилася віра в автора в могутність розуму і який, за словами академіка С. Вавилова, «свідчить про проникливе розуміння Пушкіним методів наукової творчості». Згадка вічного двигуна в «Сценах з лицарських часів» (1835) може бути пов'язана з повідомленнями про винахід електродвигуна, який у 1834 році створив Б. Якобі. У повісті «Пікова дама» згадується гальванізм, під яким тоді розумівся електричний струм, а також «Монгольф'єрова куля і Месмерів магнетизм», які згадуються головному герою, за професією інженеру, при погляді на кімнату графині. У «Євгенії Онєгіні» (7, XXXIII) говориться про «философські таблиці», тобто про книгу французького математика Ш. Дюпена «Продуктивні і торгові сили Франції» (1827), в якій наводяться статистичні таблиці, що показують дані про економіку різних європейських держав.
Хоча Пушкін не дожив до відкриття першої залізниці в Росії, і ця тема не відбилася в його поезії, але він збирався друкувати в своєму журналі статтю інженера
М. Волкова на захист будівництва залізниць. Сам Пушкін в листі Одоєвському зробив «сміливу технічну пропозицію» про необхідність створення машини для очищення залізниць від снігу, тобто механічного снігоочисника.

### Соціально-економічні погляди
У Царкосельскому ліцеї ліберально налаштований професор, випускник Геттінгенського університету О. П. Куніцин навчав ліцеїстів політичній економії.
В «Євгенії Онєгіні» неодноразово порушені економічні питання. У строфі про Адама Сміта йдеться про відмінності економічної теорії Адама Сміта і
меркантилістів. На цю строфу є посилання в роботі К. Маркса «До критики політичної економії». У строфі з описом кабінету Євгенія Онєгіна згадані торгові шляхи через Балтійське море і основні предмети експорту (ліс і сало) і імпорту (предмети розкоші) Росії пушкінського часу. В іншій строфі згадуються економісти Сей і Бентам. В описі діяльності Євгенія Онєгіна в селі йдеться про заміну панщини на оброк.
У вірші «Село» засуджується панщина як сама варварська і економічно неефективна форма експлуатації підневільної праці. У 1826 році Пушкін написав записку царю "«Про народне виховання», присвячену поліпшенню системи освіти молодих дворян. У ній згадуються імена економістів Сея і Сісмонді. У повісті «Пікова дама» порушено тему розвитку нових суспільних відносин, з їхньою жадібністю і спрагою швидкого збагачення. В «Скупому лицарі» розглядається тип докапіталістичного збирача скарбів.

## Вшанування пам'яті
У Росії встановлені сотні пам'ятників Пушкіну. Також пам'ятники йому є й в інших країнах, переважно у колишніх російських колоніях. Музеї, присвячені життю і творчості поета, є в Москві, Санкт-Петербурзі, Пушкіногорському районі, Новгороді, Торжку, Кишиневі, Гурзуфі, Одесі, Вільнюсі, в Бродзанах (Словаччина) й інших поселеннях. Іменем Пушкіна назване колишнє місто Царське Село та низка інших населених пунктів.

### Україна
Після початку російського військового вторгнення в Україну у лютому 2022 року, в країні посилився процес деколонізації, однією із складових якого став пушкінопад — тобто демонтаж пам'ятників та пам'ятних дошок на честь Пушкіна. Крім того перейменовувалися об'єкти названі на його честь. Натомість на окупованих росіянами територіях окупанти почали встановлювати нові пам'ятники Пушкіну, зокрема у окупованому Мелітополі (24 липня 2025 року).

#### Київ
- пам'ятник на території музею Садиба на Кудрявці (вул. Кудрявська, 9; колишній Музей О. С. Пушкіна, пам'ятник встановлено 2009 року)
- бюст у вестибюлі станції метро   «Університет» (був закритий у 2022)
- погруддя на фасаді будівлі на вул. Костянтинівській, 16
- бюст у приміщенні Національної бібліотеки України імені В. І. Вернадського
- зображення на арці галереї письменників перед входом до Національної бібліотеки України для дітей (вулиця Януша Корчака, 60)

#### Одеса
Станом на 2023 рік в Одесі є кілька пам'ятників, пам'ятних дошок, та арт-об'єктів на честь Пушкіна, зокрема кілька стінописів. Також є низка об'єктів топоніміки та установ, названих на честь Пушкіна або повністю присвячених вшанування його особи. Найвідоміші об'єкти:
- Пам'ятник Олександрові Пушкіну
- Тінь Пушкіна
- Спеціалізована школа № 90 імені О. С. Пушкіна
- Музей «Іноземні письменники в Одесі»

## Довідкова інформація

### Росія

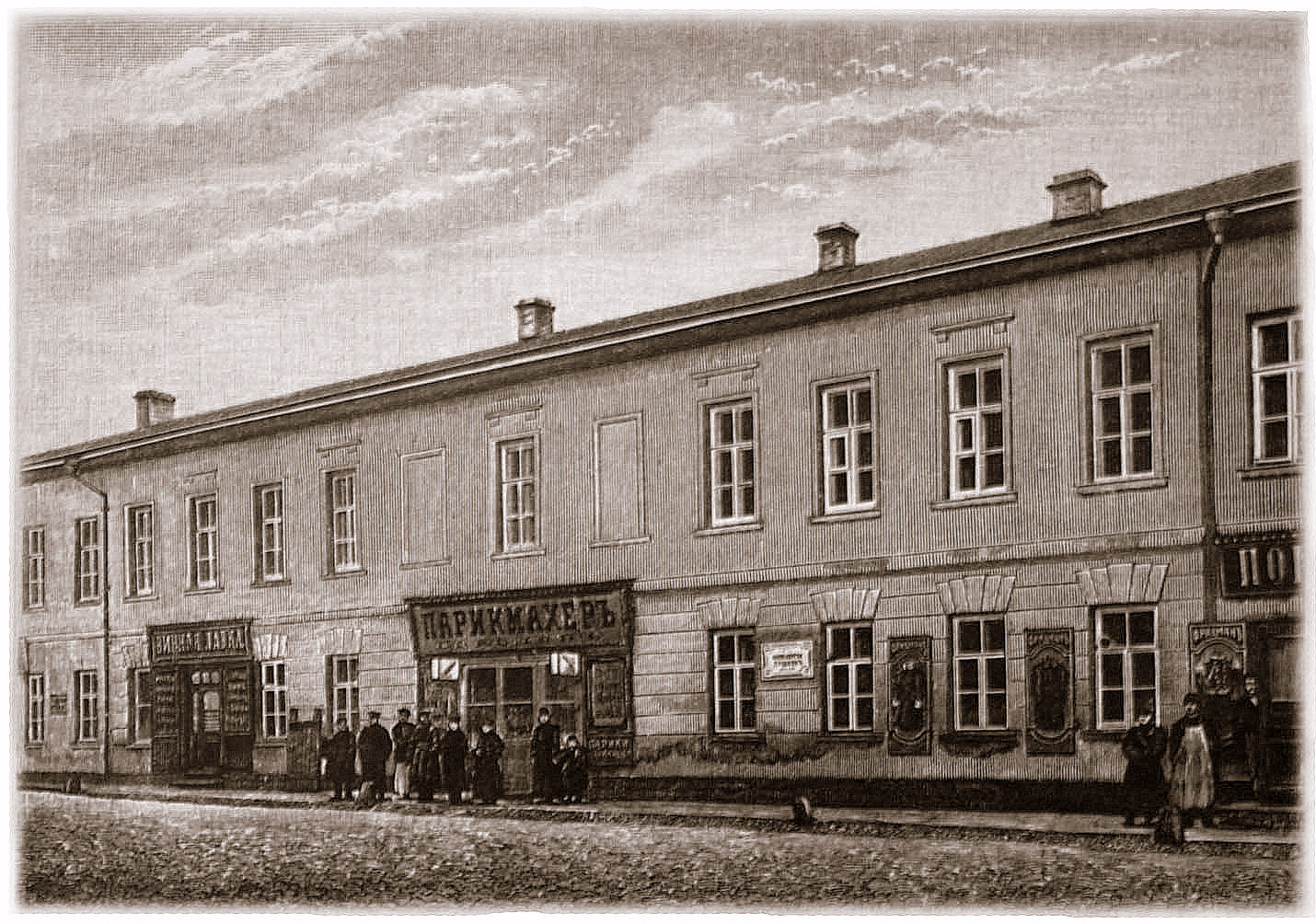
Будинок на Німецькій вулиці в Москві (Бауманська, будинок 57 б), де народився А. С. Пушкін, як вважалося до революції. На гравюрі А. Шліпера видно дошку з мармуру. Альбом до 100-річчя О. С. Пушкіна. Кінець 1899 року. Видавництво А. Ф. Маркса

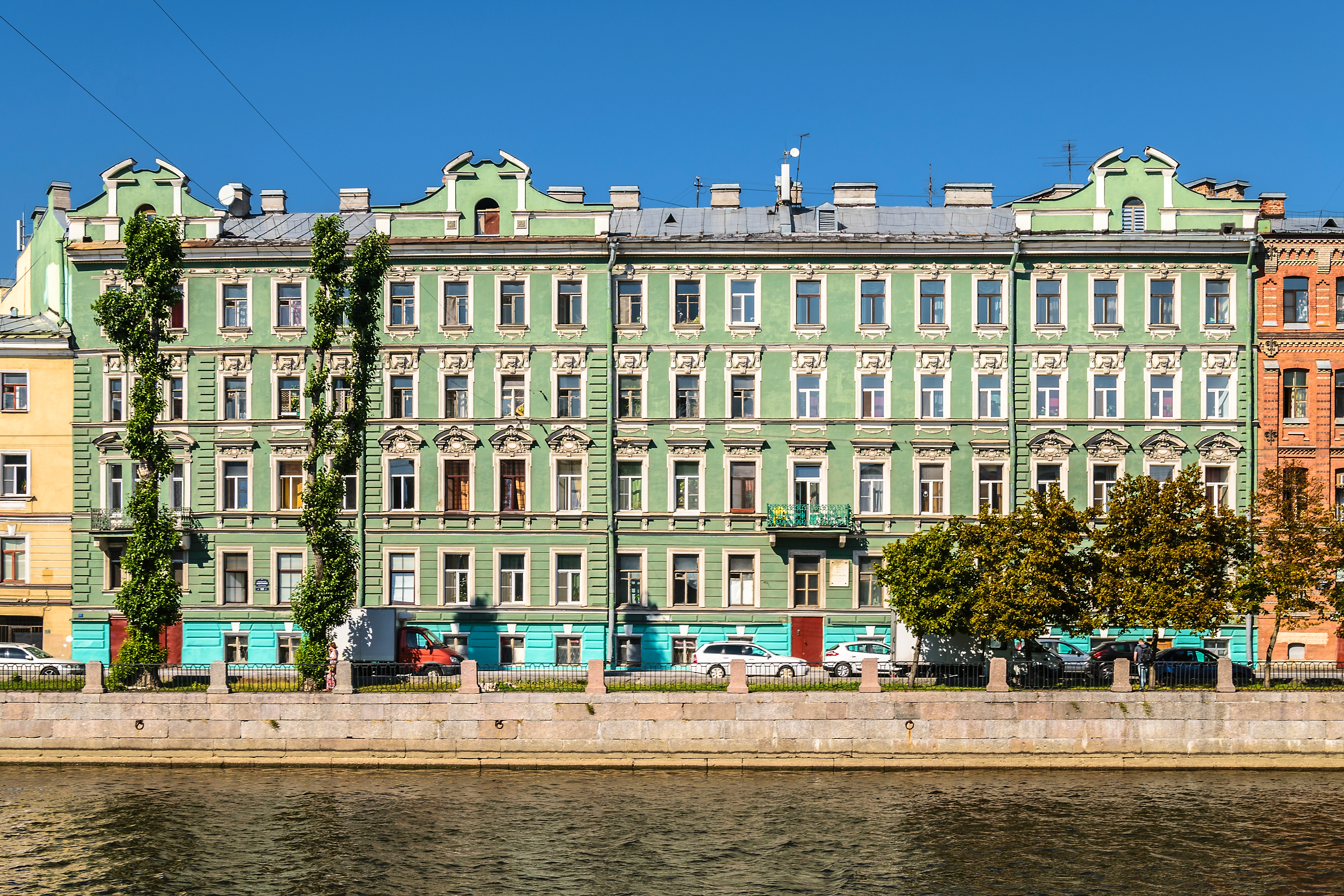
Прибутковий будинок Клокачова на набережній річки Фонтанки, у якому з 1816 по 1820 роки жив О. С. Пушкін

#### Санкт-Петербург
- 1800 рік — прибутковий будинок — Соляний провулок, 14
- 07. — 10.1811 — готель «Демут» — набережна річки Мойки, 40
- кінець 12.1816 — кінець 03.1817 — прибутковий будинок Клокачова — набережна річки Фонтанки, 185
- 06.1817 — 05.1820 — прибутковий будинок Клокачова — набережна річки Фонтанки, 185
- 24.05 — 27.06.1827 — готель «Демут» — набережна річки Мойки, 40
- 16.10.1827 — 20.10.1828 — готель «Демут» — набережна річки Мойки, 40
- друга половина січня — 09.03.1829 — готель «Демут» — набережна річки Мойки, 40
- 05. — 10.1831 — будинок Китаєвої — Царське Село, Колпінська вулиця, 2
- 10.1831 — прибутковий будинок Берникова — Вознесенський проспект, 47
- 10.1831 — 05.1832 — будинок Бріскорн — Галерна вулиця, 53
- осінь 1832 — 05.1833 — прибутковий будинок П. О. Жадиміровського — Велика Морська вулиця, 26
- 11.1833 — 08.1834 — прибутковий будинок Олів'є — Пантелеймонівська вулиця, 5
- 08.1834 — літо 1836 — будинок С. А. Баташева — Набережна Кутузова, 32
- 12.10.1836 — 29.01.1837 — будинок А. М. Волконської — набережна річки Мойки, 12
- На Чорній річці, на місці дуелі встановлений пам'ятний знак. У 2008 році поруч з місцем дуелі освячено православний храм[179]
- Набережна річки Мойки, 12 — остання квартира поета — Всеросійський музей О. С. Пушкіна

#### Москва
- 8 (19 червня) 1799 — Єлоховська вулиця, буд. 15 — хрещений в Церкві Богоявлення в Єлохові.
- Бауманська (колиш. Німецька вулиця), буд. 57 б — місце народження О. С. Пушкіна, як вважалося до революції і де спочатку висіла меморіальна дошка[180].
- На будівлі московської школи № 353 (Бауманська вулиця, буд. 40), імовірно стоїть на місці будинку, у якому народився О. С. Пушкін, у 1927 році було встановлено меморіальну дошку. У [1967 році біля школи встановлено бюст юного Пушкіна.
- Кут Госпітального пер. і Малої Поштовій вул. — можливе місце народження Пушкіна, за новими даними.
- 08.09.1826 (неодноразово в наступні роки) — будинок В. Л. Пушкіна, Стара Басманна вулиця, 36 (меморіальна дошка).
- 12.10.1826 — будинок Д. В. Веневітінова, Крівоколінний провулок, 4 (меморіальна дошка).
- 14-31.08.1830 — будинок П. А. В'яземського, Великий Чернишевський провулок, 9 (меморіальна дошка).
- 18 лютого (2 березня) 1831 — В. Нікітська вул., буд. 36. Храм Вознесіння Господнього в Сторожах, біля Нікітських воріт. Місце вінчання з Н. Гончаровою.
- початок лютого — середина травня 1831 — «будинок Н. Н. Хитрово». Нині Меморіальна квартира Пушкіна на Арбаті, вул. Арбат, 53 (меморіальна дошка).
- 1832 — будинок Долгорукових-Бобринських, Мала Дмитрівка, 1/7 (меморіальна дошка).
- 03-20.05.1836 — квартира П. В. Нащокіна, Воротниковський провулок, 12 (меморіальна дошка).

#### Московська область
- Державний історико-літературний музей-заповідник О. С. Пушкіна[181] в Одинцовському районі (Великі Вяземи — Захарово).

#### Нижньогородська область
- Музей-садиба Пушкіна у Великому Болдіні.
- Нижній Новгород. Музей Пушкіна в будівлі колишнього готелю купця-промисловця Д. Г. Деуліна, де поет зупинявся 2-3 вересня 1833 року шляхом до Оренбурга за матеріалами з історії пугачовського бунту.

#### Псковська область
- Музей-заповідник «Михайлівське» в Пушкіногорському районі.

#### Адигея
- в Майкопі на вулиці Пушкіна стоїть пушкінський будинок і перед ним пам'ятник-бюст Пушкіну.

### За кордоном

#### Одеса
- 1823-24 — вул. Італійська, 13. У будинку, відновленому після війни, розташований Музей «Іноземні письменники в Одесі», біля будинку встановлено пам'ятник, на будинку — меморіальна дошка.

### Основні біографічні дослідження
- Благой Д. Д. «Пушкін О. С.» (ВРЕ — 1955)
- Благой Д. Д. Проблеми побудови наукової біографії Пушкіна
- Благой Д. Д. Творчий шлях Пушкіна, 1826—1830.
- Вацуро В. Е. Пушкін в свідомості сучасників.
- Вересаєв В. В. «Пушкін в житті»
- Гершензон Д. Я. «Пушкін О. С.» (Вікіпедія — 1940)
- Кірпічніков А. І. «Пушкін» (словник Брокгауза і Єфрона — 1890—1907)
- Лотман Ю. М. О. С. Пушкін: Біографія письменника.
- Непомнящий В. С. «Пушкін О. С.» (Вікіпедія — 1975)
- Томашевський Б. В. «Пушкін О. С.» (словник інституту Гранат — 1929)
- Тинянов Ю. Н. «Пушкін»
- Тинянов Ю. М. Пушкін і Кюхельбекер.
- Храпченко М. «Пушкін О. С.» (Літературна енциклопедія — 1935)
- Цявловський М. О. Хронологічна канва біографії (ПСС — 1931)
- А. А. Черкашин, Л. А. Черкашина. «Тисячолітнє дерево О. С. Пушкіна» (Лібєрєя, 1998).

### Літературні журнали та альманахи, які співпрацювали з Пушкіним
- «Благонамєрєнний»
- «Вісник Європи»
- «Дамський журнал»
- «Літературні листки»
- «Літературний музеум на 1827 рік»
- «Мнемозина, зібрання творів у віршах і прозі»
- «Московський вісник»
- «Московский телеграф»
- «Невський альманах»
- «Невський глядач»
- «Новини літератури», або «Додавання до» Російського інваліда
- «Вітчизняні записки»
- «Пролісок»
- «Полярна зірка»
- «Рецензент»
- «Російський інвалід, або Військові відомості»
- «Сєвєрная пчєла»
- «Північні квіти»
- «Сорєвнователь освіти і доброчинність»
- «Син батьківщини»
- «Уранія»

## Дуелі
1. 1816 рік. — Пушкін викликав на дуель Павла Ганнібала, двоюрідного дядька. Причина: Павло відбив у молодого 17-річного Пушкіна дівчину Лошакову на балу. Підсумок: дуель скасована.
2. 1817 рік. — Пушкін викликав на дуель Петра Каверіна, свого друга. Причина: складені Каверіним жартівливі вірші. Підсумок: дуель скасована.
3. 1819 рік. — Пушкін викликав на дуель поета Кіндрата Рилєєва. Причина: Рилєєв розказав на світському салоні жарт про Пушкіна. Підсумок: дуель скасована.
4. 1819 рік. — Пушкіна викликав на дуель його друг Вільгельм Кюхельбекер. Причина: жартівливі вірші про Кюхельбекера, а саме пасаж «кюхельбекерно і нудно». Підсумок: Вільгельм в Олександра Сергійовича вистрілив, а той в Вільгельма — відмовився.
5. 1819 рік. — Пушкін викликав на дуель Модеста Корфа, службовця з міністерства юстиції. Причина: слуга Пушкіна приставав п'яним до слуги Корфа і той його побив. Підсумок: дуель скасована.
6. 1819 рік. — Пушкін викликав на дуель майора Денисевича. Причина: Пушкін зухвало поводився в театрі кричачи на артистів і Денисевич зробив йому зауваження. Підсумок: дуель скасована.
7. 1820 рік. — Пушкін викликав на дуель Федора Орлова і Олексія Алексєєва. Причина: Орлов і Алексєєв зробили Пушкіну зауваження за те, що той намагався в п'яному вигляді грати в більярд і заважав оточуючим. Підсумок: дуель скасована.
8. 1821 рік. — Пушкін викликав на дуель офіцера французької служби Дегільї. Причина: сварка з нез'ясованими обставинами. Підсумок: дуель скасована.
9. 1822 рік. — Пушкіна викликав на дуель підполковник Семен Старов. Причина: не поділили ресторанний оркестрик при казино, де обидва віддавалися азартній грі. Підсумок: стрілялися, але обидва промахнулися.
10. 1822 рік. — Пушкін викликав на дуель 65-річного статського радника Івана Ланова. Причина: сварка під час святкового обіду. Підсумок: дуель скасована.
11. 1822 рік. — Пушкін викликав на дуель молдавського вельможу Тодора Балша, господаря будинку, де він гостював у Молдавії. Причина: Пушкіну недостатньо чемно відповіло на якесь питання дружина Балша, Марія. Підсумок: стрілялися, але обидва промахнулися.
12. 1822 рік. — Пушкін викликає на дуель бессарабського поміщика Скартла Прункуло. Причина: Той був секундантом на дуелі, де Пушкін був так само секундантом і хлопці не домовилися про правила дуелі. Підсумок: дуель скасована.
13. 1822 рік. — Пушкін викликає на дуель Северина Потоцького. Причина: дискусія за обіднім столом про кріпосне право. Підсумок: дуель скасована.
14. 1822 рік. — Пушкіна викликав на дуель штабс-капітан Рутковський. Причина: Пушкін повірив, що буває град вагою в 3 фунти і обсміяв відставного капітана. Підсумок: дуель скасована.
15. 1822 рік. — Пушкіна викликав на дуель кишинівський олігарх Інглезі. Причина: Олександр домагався його дружини, циганки Людмили Шекори. Підсумок: дуель скасована.
16. 1822 рік. — Пушкіна викликав на дуель прапорщик генерального штабу Олександр Зубов. Причина: Пушкін викрив Зубова в шахрайстві під час гри в карти. Підсумок: Зубов стріляв в Пушкіна (мимо) а сам Пушкін від пострілу відмовився.
17. 1823 рік. — Пушкін викликав на дуель молодого письменника Івана Руссо. Причина: особиста неприхильність Пушкіна до цієї персони. Підсумок: дуель скасована.
18. 1826 рік. — Пушкін викликав на дуель Миколу Тургенєва, одного з керівників Союзу благоденства, члена Північного суспільства. Причина: Тургенєв лаяв вірші поета, зокрема, його епіграми. Підсумок: дуель скасована.
19. 1827 рік. — Пушкіна викликав на дуель артилерійський офіцер Володимир Соломірський. Причина: дама офіцера на ім'я Софія, до якої Пушкін виявляв сексуальний інтерес. Підсумок: дуель скасована.
20. 1828 рік. — Пушкін викликав на дуель міністра освіти Олександра Голіцина. Причина: Пушкін написав зухвалу епіграму на міністра і той влаштував йому за це допит з пристрастю. Підсумок: дуель скасована.
21. 1828 рік. — Пушкін викликав на дуель секретаря французького посольства в Петербурзі Лагрене. Причина: невідома дівчина на балу. Підсумок: дуель скасована.
22. 1829 рік. — Пушкін викликав на дуель чиновника міністерства закордонних справ Хвостова. Причина: Хвостов висловив своє невдоволення епіграмами Пушкіна, зокрема тим, що Пушкін порівнює Хвостова зі свинею. Підсумок: дуель скасована.
23. 1836 рік. — Пушкін викликав на дуель князя Миколу Рєпіна. Причина: невдоволення віршами Пушкіна про себе. Підсумок: дуель скасована.
24. 1836 рік. — Пушкін викликав на дуель чиновника міністерства закордонних справ Семена Хлюстіна. Причина: Хлюстін висловив своє невдоволення віршами поета. Підсумок: дуель скасована.
25. 1836 рік. — Пушкін викликав на дуель Володимира Соллогуба. Причина: неприємні висловлювання Сологуба про дружину поета, Наталі. Підсумок: дуель скасована.
26. 1836 рік. — Пушкін викликав на дуель французького офіцера Жоржа Дантеса. Причина: анонімний лист, де стверджувалося, ніби дружина Пушкіна зраджує йому з Дантесом. Підсумок: дуель скасована через пропозицію руки, зробленої Дантесом сестрі Наталії Гончарової Катерині.
27. 1837 рік. — Дантес викликав на дуель Пушкіна після листа останнього. Підсумок: В січні Пушкін був смертельно поранений і через 2 дні помер.